# Karen Blixen
Karen Blixen, egentligen Karen von Blixen-Finecke (ursprungligen Karen Christentze Dinesen), född 17 april 1885 på Rungstedlund på Själland, död 7 september 1962 på samma plats, var en dansk författare. Blixen var dotter till kaptenen och författaren Wilhelm Dinesen. År 1914 gifte hon sig med sin tremänning, den svenske friherren Bror von Blixen-Finecke. I engelskspråkiga länder är Blixen känd under pseudonymen Isak Dinesen, i tyskspråkiga länder är hennes författarnamn Tania Blixen.
Mellan åren 1914 och 1931 var Karen Blixen bosatt i Brittiska Östafrika, nuvarande Kenya, där paret Blixen ägde och drev en kaffefarm. Mycket på grund av Bror Blixens ointresse blev farmen aldrig lönsam, utan krävde ständiga tillskott från olika finansiärer. Bland dem fanns Karen Blixens mor, som till slut krävde att Blixen skulle skilja sig från maken om mer pengar skulle skickas. Tiden i Afrika skildrade Karen Blixen i romanen Den afrikanska farmen. Den filmatiserades 1985 som Mitt Afrika, regisserad av Sydney Pollack och med Meryl Streep i huvudrollen. Mycket av den akademiska diskussionen om Blixens litterära verk har handlat om hennes skildringar av Afrika, inte minst i postkolonial teori. Blixen har också varit ständigt svår att etikettera och hennes romaner har setts som alltifrån gotiska till surrealistiska, till och med som sagor. En genomgående faktor i alla verk är att de präglas av intertextualitet. Hon har jämförts med författare som Virginia Woolf och Djuna Barnes. 
Karen Blixen nominerades flera gånger till Nobelpriset i litteratur, men hon tilldelades det aldrig. Ernest Hemingway har sagt att Blixen hade förtjänat priset mer än han och Peter Englund konstaterade när han var ständig sekreterare i Svenska Akademien att det var ett misstag att inte ge henne priset. Blixen var ursprunglig ledamot av Danska akademien, som grundades 1960. Hennes bok Vinter-Eventyr (Vintersagor) ingår i Danmarks kulturkanon. Hennes gård i Danmark, Rungstedlund, är sedan 1991 ett museum, som även inhyser Danska akademien. Farmen hon skildrar i Den afrikanska farmen gavs av Danmarks regering till Kenya som självständighetsgåva och är också idag ett museum. Den stadsdel av Nairobi som farmen låg i är uppkallad efter Blixen: Karen.

## Bakgrund

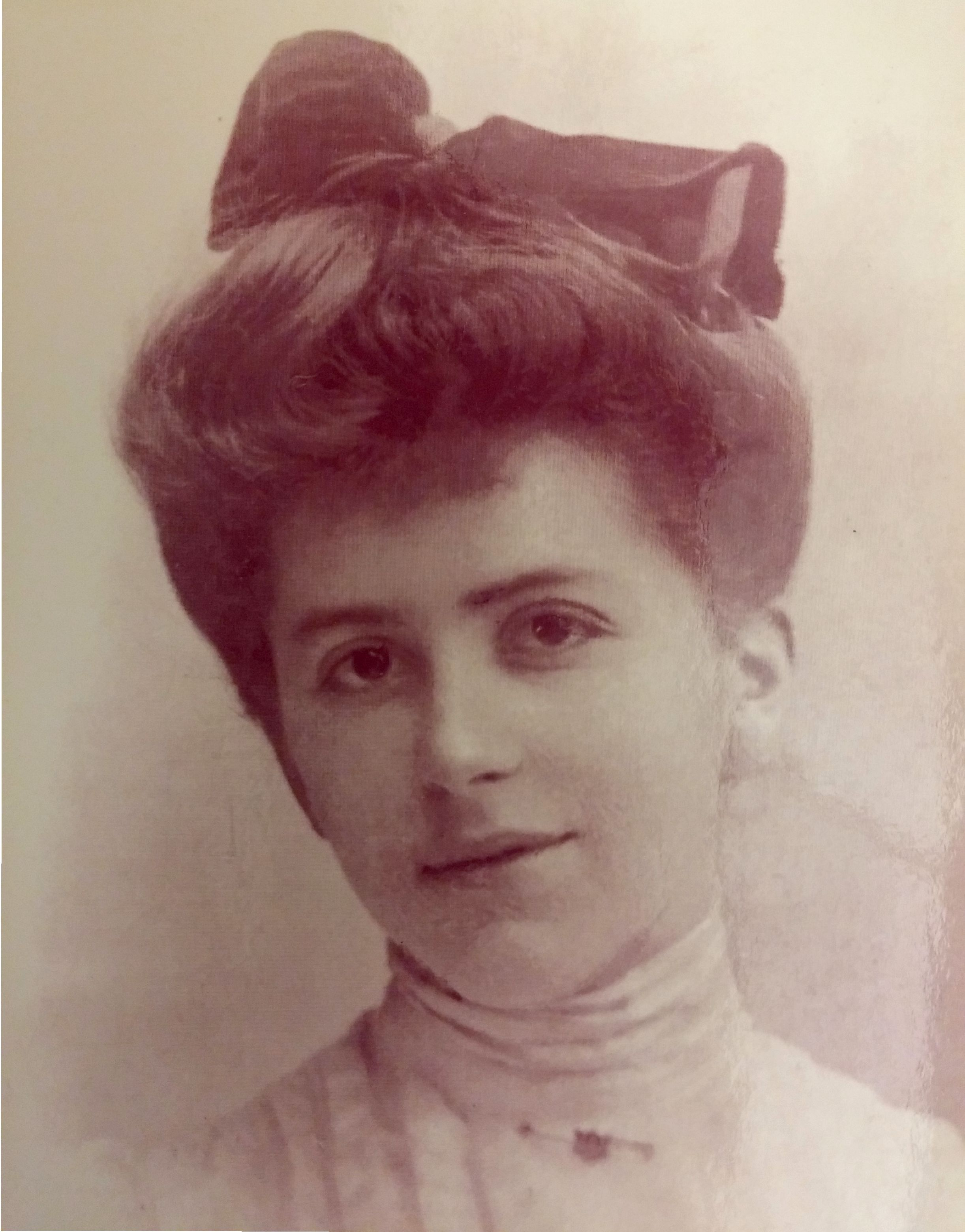
Karen Christentze Dinesen cirka 1903.

Karen Christentze Dinesen föddes den 17 april 1885 på släktgården Rungstedlund på Själland. Hennes far var författaren och kaptenen Wilhelm Dinesen. Modern hette Ingeborg Westenholz och var syster till den kända agitatorn och unitarien Mary Westenholz. Karen kom som nummer två i en syskonskara på fem barn; de övriga var Inger Benedicte (född 1883), Ellen Alvilde (1886), Thomas Fasti (1892) och Anders Runsti (1894). Karen fick tidigt smeknamnet Tanne inom familjen. Systrarna fick samma utbildning, i form av hemundervisning under mormoderns överinseende. De tre Dinesenflickorna hade fallenhet för studier: vid tolv års ålder behärskade de latin, hade skrivit uppsatser om Racine och Corneille och översatt Walter Scotts epos The Lady of the Lake till danska. De båda pojkarna skickades till olika internatskolor.
Fadern Wilhelm Dinesen har beskrivits som disträ och svåråtkomlig – en passionerad men rastlös person. Rastlösheten gjorde att han ständigt jagade efter nya erfarenheter, något som bidrog till att han sökte sig till olika krigsskådeplatser. I ‘’Ib och Adelaide’’ skildrar Karen Blixen honom som en nonchalant och melankolisk person, och av vännen Georg Brandes beskrevs han som "en drömmare i fullt dagsljus, en särling och ett original, vars personlighet var en smula löst sammanfogad." Hans konflikter med fadern i politiska frågor gjorde honom mindre omtyckt bland släktingarna. Blixen har beskrivit hur hon först efter hans död kunde lära känna sin fars släkt ordentligt. År 1879 återvände Dinesen till Danmark efter en längre tids utlandsvistelse. Han förvärvade mark mellan Rungsted och Hørsholm utanför Köpenhamn, på vilken det fanns flera herrgårdslika byggnader, däribland Rungstedlund och Folehavegaard. Wilhelm Dinesens memoarbok Boganis Jagtbreve har blivit en mindre klassiker i Danmark.
Modern Ingeborg Westenholz var en kultiverad person, som talade flera språk flytande. Hon hade vistats en tid i Lausanne i Schweiz i utbildningssyfte, samt bott i både London och Rom för att tillägna sig språken. Hon har beskrivits som tystlåten med främlingar: "Jag är aldrig mig själv utanför hemmet [...] men inom hemmet är jag en helt annan".
Ingeborg var 24 år gammal när hon träffade Wilhelm Dinesen. Hennes temperament var ett helt annat än hans, och hon fann hans kärlek till henne ett mysterium: "Det måste ha funnits någonting i honom som behövde en annan sida av livet … mer lugn och stillhet efter för mycket kringflackande." Hennes mor, Mary Lucinde Westenholz (född Hansen), var mycket ovillig att lämna ifrån sig dottern, och skrev flera avrådande och nedvärderande brev till Wilhelm Dinesen: "Ni kommer att finna att Ingeborg är … osjälvständig, omogen och svag [och att hon har] få egenskaper som kan vinna eller behålla en mans hjärta." Trots detta förlovade sig paret, och de vigdes på våren 1881. De flyttade in i det gamla värdshuset i Rungsted, nära godset Rungstedlund. Dinesen var dock långt ifrån tillfreds; hans längtan till krig var fortsatt stark: "kärlek och fred hatar, förföljer och tillintetgör varandra." Inte heller hans svärmor var helt nöjd: för att inte släppa sin dotter helt flyttade hon med två döttrar och fyra tjänare in i Folehave alldeles i närheten av Rungstedlund.

### Härkomst
Karen Blixens möderne- och fädernesläkter var av mycket olika bakgrund. Westenholzarna var borgare – frikyrkligt religiösa, bildade stadsbor och kvinnosakskämpar. Dinesens tillhörde lantaristokratin och var besläktade med många av Danmarks adelsfamiljer. Blixen föredrog sin fars släkt; hon ogillade morssidans strikta moralfilosofi. Hon kom därför att stå nära sin far, fram till hans självmord.

På morssidan tillhörde Karen Blixen den kända danska släkten Grut Hansen, vars förmögenhet grundlades i början av 1800-talet. A.N. Hansen fick elva barn med hustrun Emma Eliza Grut; Blixens mormor Mary Lucinde Hansen var ett av dem. Hon blev handelsmannen Regnar Westenholz andra hustru, och de fick sex barn tillsammans innan Westenholz dog 1866. Familjen hade levt stillsamt med minimalt socialt umgänge, sedan de 1852 dragit sig tillbaka till herrgården Mattrup utanför Horsens på Jylland för att driva ett lantbruk – även om Westenholz hade inlett en politisk karriär och fungerat som finansminister i den kortlivade regeringen Rotwitt. När Mary nu blev änka vid 34 års ålder, drog hon barnen än tätare till sig. Hon hade en stark kristen tro, som hon vidarebefordrade till barn och barnbarn.

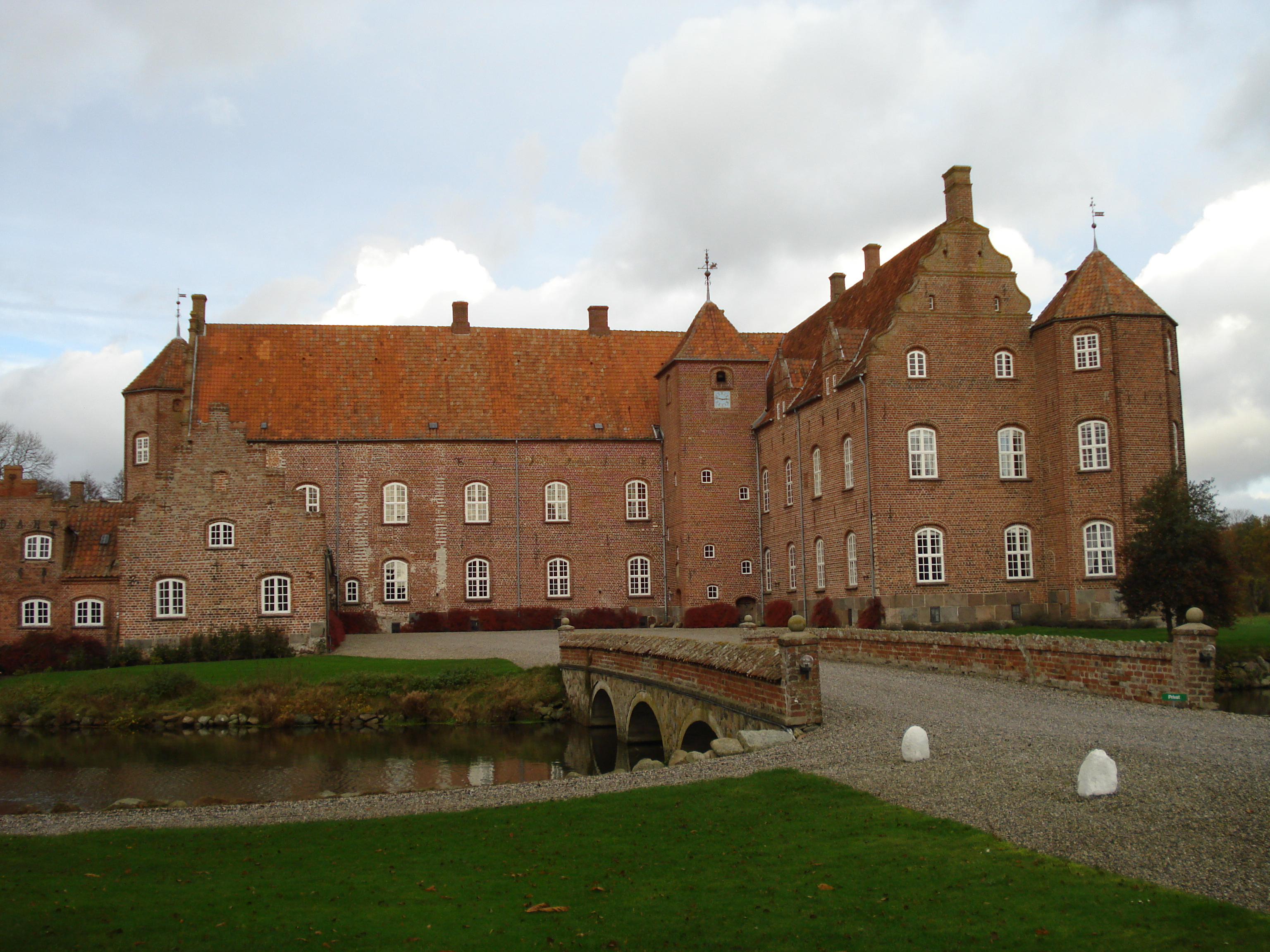
Godset Katholm på Jylland.

Släkten Dinesen bodde på godset Katholm nära Grenå på Jylland, ett gods som hade funnits i familjens ägo sedan 1839. Adolph Wilhelm Dinesen (född 1807), var en militär som bland annat hade rest runt i Italien i följe med H.C. Andersen. Efter att ha deltagit i det Slesvig-holsteinska kriget mot tyskarna år 1848 återvände han till godset och effektiviserade skogs- och jordbruket. A.W. Dinesen fick åtta barn tillsammans med hustrun Dagmar Alvilde Haffner, dotter till generalen J. W. Reinholt von Haffner. Den yngre av de två sönerna, Adolph Wilhelm (Blixens far), lade bort namnet Adolph för att manifestera sitt ogillande av fadern. En av de sex döttrarna, Christentze Bryske, blev Karens gudmor. Dagmar Alvildes yngre syster Thyra var gift med Christian Emil Krag-Juel-Vind-Frijs. Deras dotterson Bror von Blixen var alltså Karen Blixens syssling.

## Barn- och ungdomstid

### Förhållandet till fadern
Blixen var redan från unga år en drömmare – stolt, livlig och inlevelsefull. Eftersom hon delade dessa egenskaper med sin far kom hon att bli hans favorit, och hon tillbringade betydligt mer tid med honom än de övriga i syskonskaran. Blixen talade inte om sin far särskilt ofta efter hans självmord, men man vet att fadern ofta tog henne på långa promenader, lärde henne namn på växter och djur och uppfostrade henne till en jägare. Hennes fars berättelser om livet hos indianerna i USA påverkade Blixen starkt. Hon läste James Fenimore Coopers historier om Skinnstrumpa (Leatherstocking Tales), och när hon kom till Afrika var hon noga med att “leva i ömsesidig respekt med afrikanerna", på det sätt som hon föreställde sig att hennes far hade levt med ojibwaindianerna. Blixen har beskrivit att hon och hennes far utgjorde "en aristokrati bestående av två personer", och det var hennes stolthet att hon var hans och inte 'deras'. Mormodern, Mary Westenholz, var inte förtjust i detta utan försökte dra henne tillbaka in i familjen – något som bara ökade Blixens avoghet gentemot henne. Blixen sade vid ett tillfälle att hennes far var den enda som förstod henne så som hon var, men att han trots detta hade på sitt ansvar att hon fick det så svårt i livet, eftersom han valde att så tidigt avsluta sitt eget.

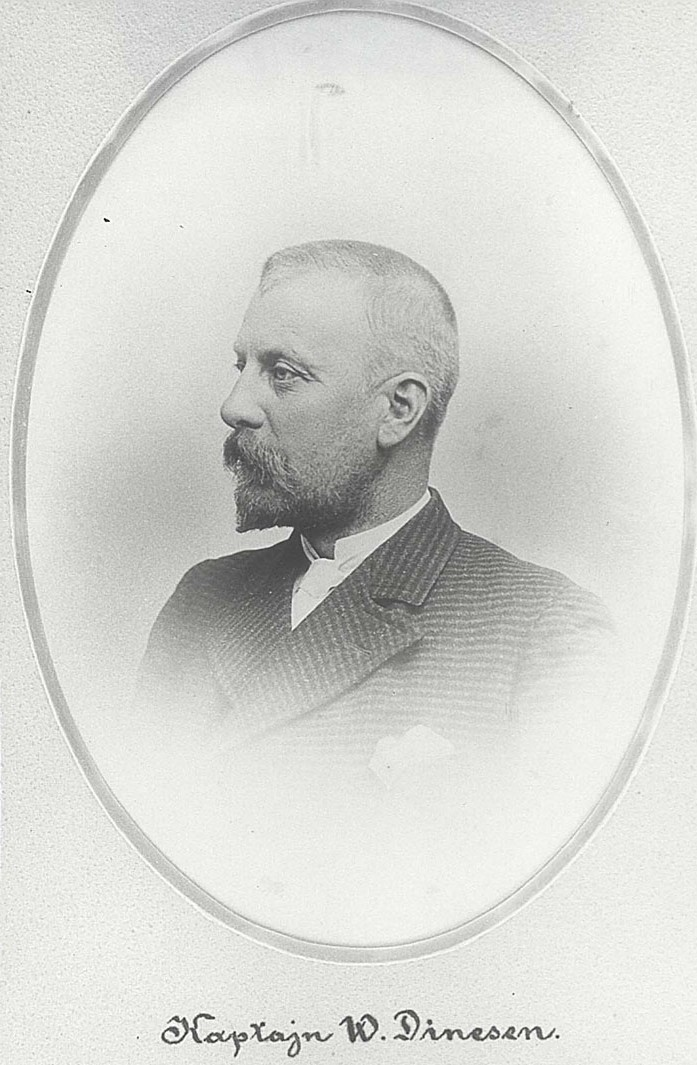
Blixens far Wilhelm Dinesen.

När Dinesen valdes in i den danska riksdagen 1892 var han tvungen att tillbringa långa stunder hemifrån, och på grund av deras nära relation och de spänningar det skapade med resten av familjen, kom hans frånvaro att bli påfrestande för den unga Karen. Fadern fick henne att inse innebörden av överlevnad: "livet tvingar en att betala priset för ens existens, och detta pris är smärta, förlust och död. Men man kan också skratta åt priset och åt sig själv därför att man fäster avseende vid det" – en insikt som senare återspeglas i Blixens självdestruktivitet, och även det som, enligt henne själv, ofta kom att förväxlas med ytlighet i både hennes och faderns författarskap.

### Faderns självmord
Efter sonen Thomas födelse 1892 började Wilhelm bli alltmer desillusionerad och hans rastlöshet återuppväcktes. En nyutgåva av Jagtbreve hade fått dålig respons och hans politiska inflytande i riksdagsarbetet var mycket litet, något som Thomas Dinesen senare kommenterade att "en man som är full av bitter kritik mot det parti han står närmast [kan aldrig] få något verkligt inflytande." Nyss fyllda åtta år fick Karen bli den fadern anförtrodde sig åt: "... anspelningar på människor han hade känt, på en icke namngiven kvinna han hade älskat, minnen, varningar, råd, allt strömmade ur honom i ett slags accelererande monolog”. Dessa förtroligheter förblev en skuldbörda hos Blixen, även långt efter hans död. 
I mars 1895 gick det snabbt utför med fadern och under ett besök på Katholm hördes han mässa "jag måste göra det, jag måste göra det." Den 27 mars besökte han riksdagen, men gick därifrån för att återvända till sin lägenhet – där han hängde sig. Hängning är inte en ärofull död för en officer (som bör dö för en kula), och Blixen och hennes syskon spekulerade senare i att detta brott mot faderns egna levnadsregler var ett självutdömt straff för att han smittats med syfilis. När Blixen flera år senare i Kenya själv konstaterades bära på sjukdomen, kommenterade hon: "min fars öde har märkligt nog i stor utsträckning upprepats i mitt eget." Om självmordet sade Blixen att det var "som om en del av en själv också hade dött" och att hon för resten av sitt liv kände “en verklig skräck [för att] satsa sitt liv och sin själs innerligaste hängivenhet på något som man kunde förlora igen." 
I samband med händelsen fick mormor Mary Westenholz ett slaganfall som förlamade henne, och i fyra år var hon i det närmaste stum. Änkan Ingeborg Dinesen var i djup sorg, och det var hennes syster Mary Bess Westenholz som fick ta hand om barnen och vardagen. Ingeborg och Karen tröstade varandra i sorgen, och kom att stå varandra nära – gentemot den övriga familjen.

### Vänner i Danmark och Sverige
Faderns självmord separerade de båda släkterna. Blixen upplevde sig isolerad från familjen och kände sig som en "bortbyting". Främst var det mostern Mary Bess Westenholz hon inte kunde dra jämnt med, och Blixen konstaterade senare att en av anledningarna till att hon reste till Afrika var just relationen med mostern. Förhållandet dem emellan tycks emellertid inte ha varit så ansträngt som hon ibland framställde det. Tvärtom var de båda inbegripna i en intensiv brevväxling under Afrikaåren.
Blixen hade ingen möjlighet till umgänge utanför familjekretsen – de vänner hon hade under sina uppväxtår var antingen släktingar eller barn till familjens vänner. Besöken hos Fredrik von Blixen-Finecke och hans hustru Clara på godset Näsbyholm i Skåne var frekventa. Clara var kusin till Wilhelm Dinesen, och hennes make var en god vän och jaktkamrat. Av deras sju barn var de två yngsta – tvillingarna Hans och Bror – jämnåriga med Karen, deras syssling. På Frijsenborg nära Århus hos Claras bror Mogens Frijs umgicks Blixen med de fyra döttrarna; Anne Margrethe (kallad Daisy), den näst yngsta (född 1888), kom att stå henne nära. Andra nära vänner var Else Bardenfleth och Ellen Wanscher.
Under sommarmånaderna brukade Ingeborg Dinesen ta med sig döttrarna till Katholm, något som Blixen uppskattade långt mer än de övriga; här fanns uppsluppenheten och livsglädjen. Fastern Christentze brukade trollbinda henne med fängslande skildringar av faderns ungdomstid och hon fick ofta uppskattande kommentarer om sitt utseende – en tillvaro väsensskild från det tråkiga och instängda livet på Rungstedlund och Folehave.

### Tidigt författande och konstnärsdrömmar
Redan som barn brukade Blixen skriva noveller och teaterstycken som hon samlade under titeln Sandsynlige historier, en samling texter som aldrig blivit publicerad i sin helhet, men i vilken man kan finna frön till senare alster; novellen "Drömmare" i Sju romantiska berättelser har till viss del sitt ursprung i en tidig text kallad "Elmis Hjerte". Sina komiska pjäser brukade hon uppföra tillsammans med vänner och syskon. Den tidigast kända är Hovmod staar for fald, som Blixen skrev vid elva års ålder.
Vid sidan av skrivandet ägnade sig Blixen också åt teckning och målning – även där företedde hon en tydlig begåvning – och vid sjutton års ålder deklarerade Blixen att hon ville bli konstnär. År 1902 började hon studera vid fröknarna Charlotte Sode och Julie Meldahls konstskola, en förberedande skola för kvinnor som ville studera vid Det Kongelige Academie for de Skjønne Kunster i Köpenhamn där akademins egen förberedande undervisning inte var tillgänglig för kvinnor. Senare samma år gjorde hon inträdesprovet till akademin (i form av tre kolteckningar som idag hänger på Rungstedlund) och antogs. Hon blev kvar där i fem terminer åren 1903–1906, och undervisades av bland andra Viggo Johansen.
Vid konstakademin lärde Blixen känna konsthistorikern Mario Krohn, som var den förste att uppmuntra och handleda hennes författarskap (och förmodligen också att fria till henne). Han sände ett antal noveller till Valdemar Vedel, redaktör för kulturtidskriften Tilskueren. Några av berättelserna refuserades, men det konstaterades att "författaren har avgjort talang". Under pseudonymen Osceola publicerades "Eneboerne" 1907 och "Familien de Cats" ett par år senare (när Krohn tagit över redaktörskapet). Under samma pseudonym gav Blixen också ut "Pløjeren" i Gads Danske Magasin. 

### Parisresa
Trots de relativa framgångarna med skrivandet var konstnärskapet fortfarande det primära för Blixen. När hon i slutet av mars 1910 reste till Paris var det för att under några månader studera vid Simon och Ménards konstskola, men det fanns en annan underliggande orsak: sen en tid hade hon varit förälskad i Hans von Blixen-Finecke – en kärlek som var obesvarad – och Blixen var djupt deprimerad och kände ett stort behov av att komma bort från sin vardagsmiljö och undanröja risken att stöta ihop med sin syssling. Dessutom var bästa vännen Daisy Frijs nygift, något som bidrog till att hon upplevde sig ensam och övergiven. Blixens syster Inger gjorde henne sällskap under vistelsen i Frankrike, i avsikt att ta sånglektioner. Systrarna ordnade varsitt rum, och Blixen tog in på ett pensionat på rue du Boccador. Blixen var ofokuserad och konststudierna blev lidande; turistmålen och det parisiska nöjeslivet var det som tog störst tid i anspråk. Hon ägnade sig dessutom åt att flirta med flera av de män som bodde på pensionatet. Mario Krohn besökte henne, men Blixen hyste inte samma känslor för honom som han för henne, och deras vänskap rann så småningom ut i sanden. När han försökte ställa henne mot väggen om de litterära ambitionerna blev svaret att hon "hellre än att bli författare [önskade sig] allt annat i livet – att resa, att dansa, att leva och att ha frihet att måla." De båda systrarna blev kvar i Paris till den 1 juni 1910. Blixen följde upp Parisvistelsen med en tripp till Norge tillsammans med brodern Thomas, och strax därefter ett längre besök hos barndomsvännen Daisy Frijs i hennes nya hem i Rom.

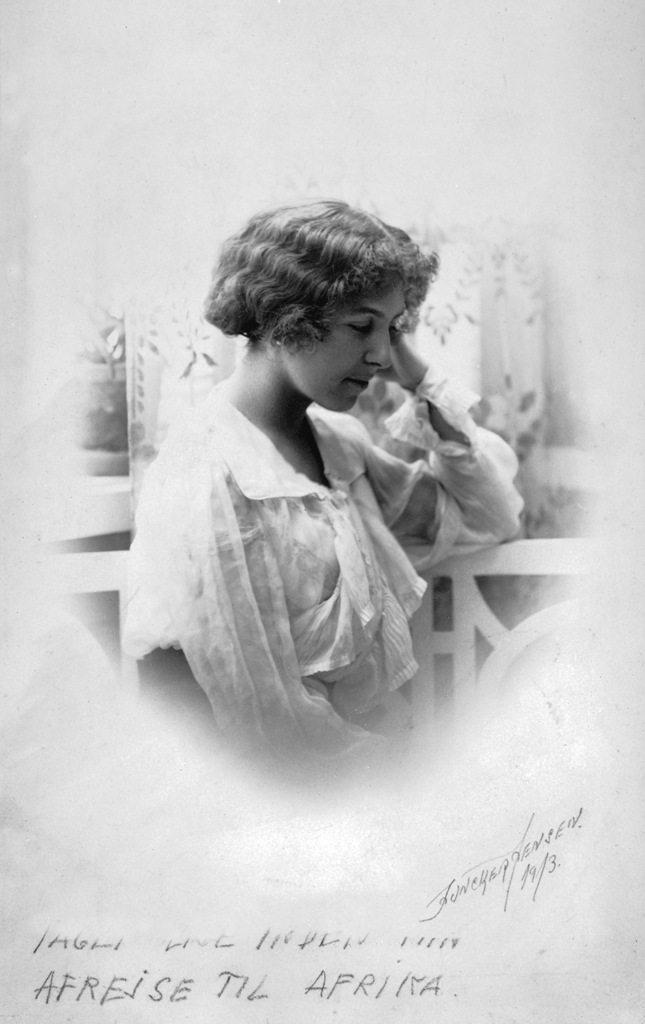
Karen Dinesen 1913. "Taget lige inden min afrejse til Afrika".

### Förlovning
Karen fann att hon hade mycket gemensamt med Bror, Hans tvillingbror. Även han hyste en längtan bort från komplicerade relationer till närstående och vad han upplevde som en kvävande tillvaro, och i likhet med Karen Blixens far var han en man som drogs till äventyret. De båda sysslingarna delade dessutom erfarenheten att ha blivit ratad av någon de älskade (i Brors fall av "Lotty" Wachtmeister på Trolle-Ljungby gods). Vid besöken på Näsbyholm umgicks Karen och Bror alltmer på tu man hand, och när Bror friade fick han ett jakande svar. Förlovningen eklaterades den 21 december 1912, och paret började planera sin framtid tillsammans.
Bror von Blixen beskrevs av sina vänner som "en av de mest slitstarka, sympatiska, utsvävande och slösaktiga människor som någonsin har levat." Karen Blixens familj hade svårt att se det utsvävande levernet som något positivt, och missnöjet med hennes val av livsledsagare var påtagligt. Ingeborg Dinesen såg förbundet som en trotshandling och inte något grundat på kärlek. Karens morbror Aage Westenholz erbjöd Bror Blixen att bosätta sig på hans gummiplantage i Malaya (Brittiska Malaya i nuvarande Malaysia), men uppmuntrade av Bror Blixens morbror, lensgreve Mogens Frijs, bestämde sig paret istället för att flytta till Brittiska Östafrika. Ingeborg och Aage Westenholz bidrog med 150 000 kronor vardera, och en farm för kreatursavel på 700 tunnland inköptes. Parets respektive familjer var skeptiska, men Karen Blixen hade de ekonomiska förutsättningarna från den westenholzska förmögenheten och Bror Blixen hade kontakterna genom sin adelstitel. Blixen talade senare om den här tiden som en av de lyckligaste i sitt liv.

## Afrikaåren

### Utvandring
Den 24 mars 1913 avreste Bror von Blixen mot Afrika för att iordningställa allt inför Karens planerade ankomst några månader senare. Till Karen Blixens familjs stora förtret bestämde sig Bror Blixen ganska omgående för att sälja boskapsfarmen och köpa en kaffeplantage av landsmannen Åke Sjögren: konsortiet Swedo-African Coffee Company.
Den 2 december 1913 reste Karen Blixen tillsammans med systern Ellen och modern Ingeborg från Köpenhamn till Neapel, där hon tog avsked av sitt ressällskap och for vidare med S/S Admiral, som tog henne via Suezkanalen till Aden och vidare mot Mombasa. Vigseln planerades att äga rum redan dagen efter ankomsten till Afrika. Under resan lärde hon känna den tyske majoren Paul von Lettow-Vorbeck, (om vilken hon konstaterade att hon "inte träffat någon annan tysk som har givit [henne] ett så starkt intryck av vad kejsartidens Tyskland var och stod för") som reste ned i egenskap av nyutsedd befälhavare över “Schutztruppe” i Tyska Östafrika. Blixens vänskap med majoren, sedermera generalen, blev livslång. Bland passagerarna fanns även den svenske prinsen Wilhelm av Sverige, som reste ned för att tjänstgöra som bröllopsvittne vid Brors och Karens vigselceremoni. Blixen och prinsen talades aldrig vid under resan – baronessa var hon ännu inte, så det gick inte för sig. Vid reseuppehållet i Aden mötte Brors tjänare Farah Aden upp för att slå följe med henne under resans återstod. Han kom att bli en mycket betydelsefull person i Blixens liv. Fartyget ankom hamnen Kilindini i Mombasa den 13 januari 1914. Vigseln förrättades följande dag av distriktskommissarien, varpå paret reste vidare i prins Wilhelms privata järnvägsvagn mot Nairobi och kaffefarmen.

### Den afrikanska farmen

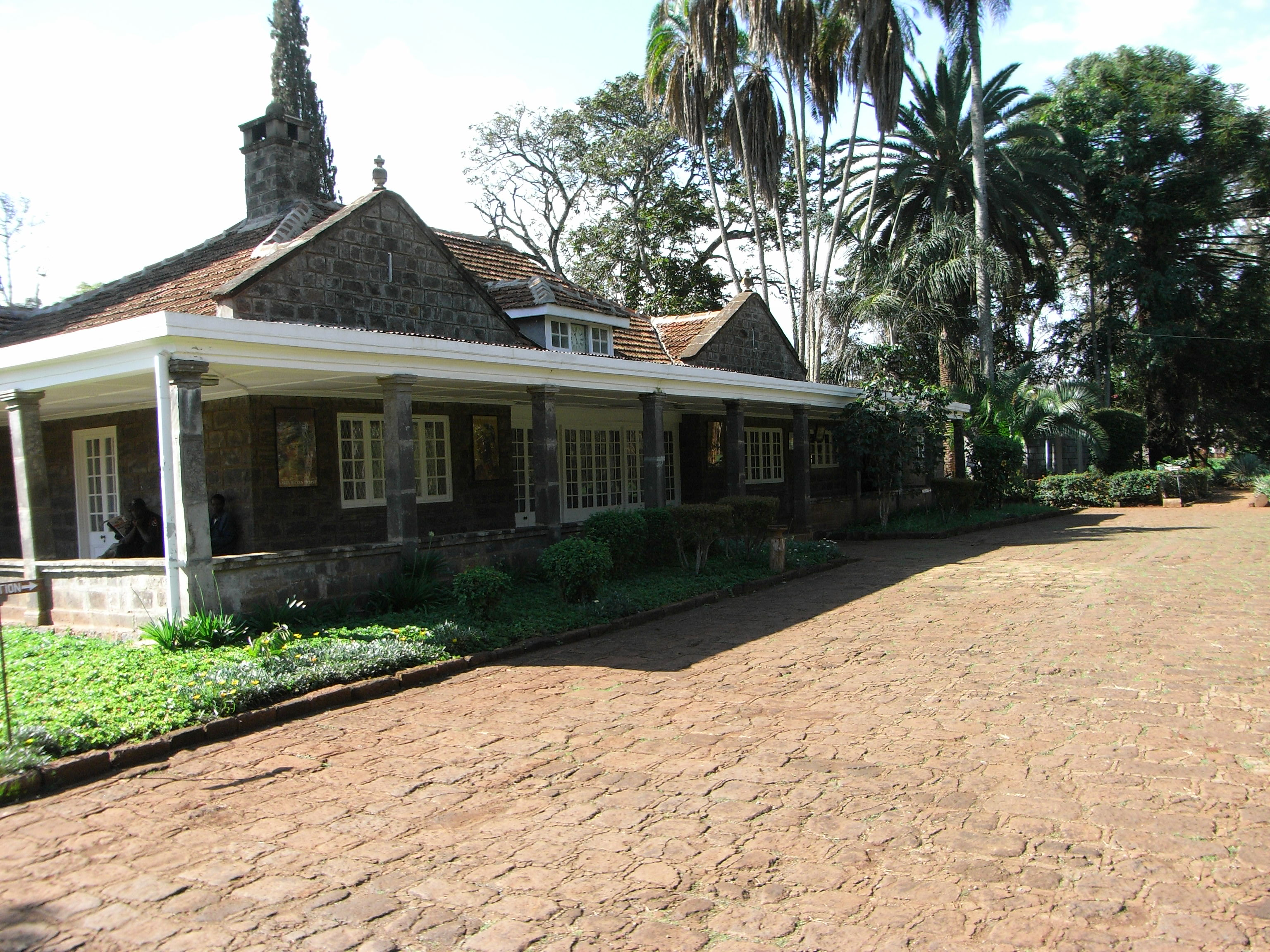
Mbogani House, dit paret Blixen flyttade 1917 efter att tidigare bott i det något enklare Mbagathi House. Mbogani inrymmer sedan 1985 Karen Blixen Museum.

Paret Blixens kaffefarm, Swedo-African Coffee Company (ägarbolaget hette Karen Coffee Company Ltd) omfattade 4 500 tunnland odlingsbar mark (senare utökat till 6 000) och gav arbete åt runt 1 200 så kallade "squatters". Den låg på 1 800 meters höjd, halvannan mil sydväst om Nairobi vid foten av Ngongbergen, vars motsatta västra sida sluttade ned i Great Rift Valley. Farmen var en förlustbringande investering redan från starten, delvis beroende på Bror Blixens snabbt avtagande entusiasm inför projektet, men även på Karen Blixens vägran att nyttja odlingsytan fullt ut; hon kunde inte förmå sig att köra bort dem som hade uppfört sina boningsplatser på området. "Squatters" kallades de som arbetade på farmen i utbyte mot rätten att få nyttja en bit mark för boskapsdjur och boende, ett vanligt förfaringssätt som dock beskattades av det brittiska styret (så kallad "hut tax"), något som Blixen och många andra var starkt kritiska till, då de menade att det i praktiken återinförde slaveriet. Vid tidpunkten för farmens försäljning fanns nära 3 000 betesdjur på området. Att växtbetingelserna inte var de rätta för odling av kaffeplantor stod också klart; platsen var för högt belägen och jordmånen var inte optimal. Att höglandet generellt skulle vara illa lämpat för kaffeodling motsades dock av det faktum att den kenyanska kaffeindustrins vagga stod att finna bara någon mil längre norrut, vid den franska missionsstationen St. Austin, där kaffe hade producerats framgångsrikt sedan ett par decennier.
Efter smekmånaden vid Naivashasjön installerade paret sig i Mbagathi House, det enklare av de två boningshus som fanns i anslutning till plantagen. Det andra, Mbogani House, ägdes fortfarande av Åke Sjögren, och först 1917 köpte Bror Blixen det också.
Till en början beskrev Karen Blixen sitt nya liv som en idyll. Den första sommaren ägnade de nygifta åt en fyra veckors jaktsafari i Ewaso Nkidongi-dalen, en upplevelse som gjorde Blixen till en entusiastisk jägare: "Kort före min avresa gav Bror mig en karbin … ett härligt vapen, som jag till en början var livrädd för att avfyra, men som jag efter hand lärt mig hantera, Bror är en utmärkt lärare … jag använde 100 patroner för att fälla 44 djur." Hemma på farmen sysselsatte Karen Blixen sig med att renovera och inreda huset, vid sidan av de alltmer tidskrävande bestyren med skötseln av farmen.
Paret Blixens skandinaviska bakgrund gjorde att bosättargemenskapen inledningsvis betraktade dem med viss skepsis; man befarade att de hyste tyskvänliga sympatier. Karen Blixen å sin sida hade inte mycket till övers för rasfördomarna som grasserade bland de vita nybyggarna, och det var främst skandinaver och infödda afrikaner som ingick i umgänget under den första tiden: Erik von Otter var en av vännerna; Gustav och Fridtjof Mohr, två norska bröder, ägde grannfarmen "Kanga", och på farmen "Sergoita" i Njoro fanns det gifta paret Gillis och Ingrid Lindström. Kikuyuhövdingen Kinanjui var en annan nära vän.

### Första världskriget

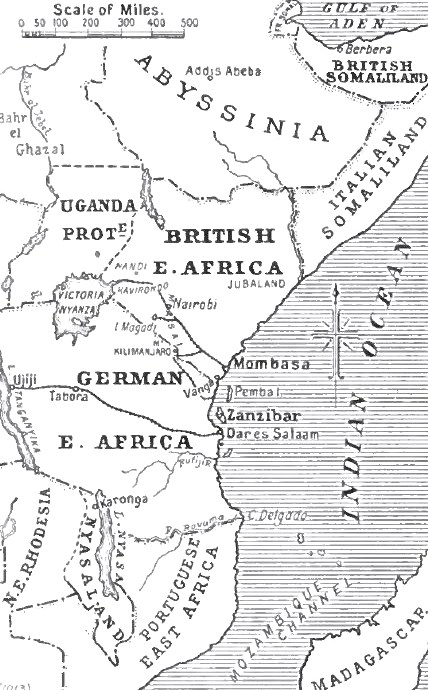
Östafrika 1914–1918.

Till sensommaren bröt kriget ut, och svenskarna i området stod inför ett dilemma: i den händelse att Sverige började strida för tyskarna skulle Brittiska Östafrika plötsligt vara "fiendeland". Efter att ha överlagt med några av sina svenska vänner beslöt sig Bror von Blixen för att, i likhet med många andra europeiska bosättare, låta sig rekryteras till East Africa Mounted Rifles, en frivilligenhet under ledning av lord Delamere, en av de största markägarna i området, och en slags inofficiell talesman för de vita bosättarna. Gruppen ålades uppgiften att patrullera gränsen mot Tyska Östafrika och rapportera om tyska trupprörelser. Karen Blixen bidrog i detta genom att upprätta ett läger vid järnvägsstationen i Kijabe, varifrån hon telegraferade de underrättelser som kurirerna inkom med. Hon nödgades även ta på sig ledarrollen i det strapatsfyllda arbetet med att köra ut förnödenheter till gränsposteringarna, då den person hon anlitat för uppgiften arresterades, anklagad för att vara tysk spion.
Blixens bortovaro från farmen varade i tre månader, men endast en mindre del av den tiden ägnade hon åt att stödja krigsansträngningarna: lägertillvaron inbjöd till nöjesjakt. Bror Blixen hade enträget bett henne att som ensam vit kvinna inte bege sig ut i vildmarken med enbart män ur ursprungsbefolkningen som sällskap, och han underströk att de när som helst kunde stöta på tyska askaris, men Karen Blixen såg ingen anledning att åtlyda hans uppmaning. Hon genomförde en jaktsafari med en stor del av sin tjänstestab i följe, en riskfylld utfärd som Blixen upplevde befäste den starka samhörighet hon kände med "sitt folk". I vilken mån själsfrändskapen var ömsesidig är naturligtvis svårt att avgöra, Blixen upprätthöll dock kontakten med flera av sina anställda efter det att hon återvänt till Danmark, exempelvis kocken Kamande Gatura (Kamante i Out of Africa) och Farah Aden. Under den här "krigssafarin" bar Blixen med sig ett signerat fotografi av major von Lettow som denne skänkt henne i Mombasa. Avsikten var att visa upp det för tyskarna i den händelse att hon skulle bli tillfångatagen.
I oktober återvände Karen Blixen till farmen och kort därefter, runt tidpunkten för britternas nederlag i slaget vid Tanga, var även Bror tillbaka.

### Denys Finch Hatton
Karen Blixen träffade Denys Finch Hatton vid en middagsbjudning på Muthaiga Country Club i Nairobi 1918.
Att förhållandet till Finch Hatton var mer än en ren vänskap sägs aldrig rent ut i den självbiografiska romanen Out of Africa. Som nästan alltid är fallet med Blixen finns det en undertext som bidrar till helheten. Bror Blixen var medveten om situationen, men hade inget att invända – förhållandet till hustrun var av vänskaplig och affärsmässig art sen en längre tid, och hans egna kvinnohistorier var ju inte heller någon hemlighet. Vid middagsbjudningar kunde han höras presentera Finch Hatton som “my good friend, and my wife’s lover”. Vid ett par tillfällen (1922 och 1926) trodde sig Blixen vara gravid med Finch Hattons barn. Det första fallet resulterade i missfall (Blixens kraftiga medicinering kan ha varit orsaken), men det har inte kunnat fastslås med säkerhet att så också var fallet med den andra graviditeten, eller om Blixen helt enkelt hade misstagit sig. Karen Blixen förblev barnlös.
Finch Hatton omkom 14 maj 1931 när han störtade med sin Gipsy Moth i samband med start från Voi inför en spaningsflygning efter elefanter. Omgivningen behandlade Blixen som om hon blivit änka, trots att förhållandet vid den här tidpunkten var mer eller mindre över – Finch Hatton hade allt mer börjat umgås med den brittiskfödda aviatrisen Beryl Markham – det blev emellertid Blixen som fick sköta begravningen.

### Svåra tider

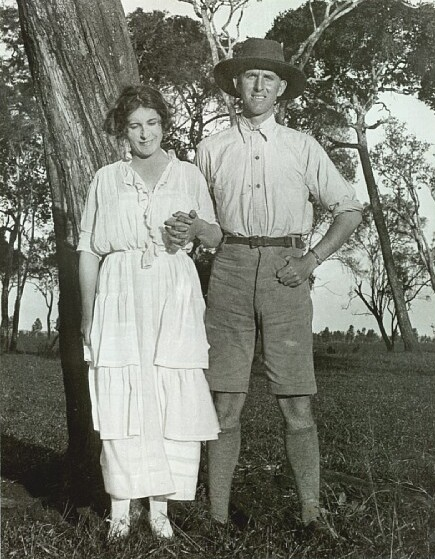
Karen Blixen och Thomas Dinesen. Periodvis anslöt Karen Blixens bror till den afrikanska farmen för att vara till hjälp.

Blixen var i flera perioder sjuk med symtom som antydde att det kunde röra sig om malaria, men efter att ha undersökts av en läkare i Nairobi kunde det konstateras att hon hade drabbats av syfilis. Det har debatterats var sjukdomen kom ifrån: om hon var sjuk redan innan hon for till Afrika, eller om Bror hade varit otrogen i Nairobi. Professor Kaare Weismann vid Köpenhamns universitet menar att Blixens livslånga besvär hade sin grund i de kurer hon genomgick, snarare än sjukdomen i sig. Tungmetaller som kvicksilver, arsenik och vismut administrerades vid flera olika behandlingstillfällen. Flera personer, däribland den danske författaren och filmproducenten Christian Braad Thomsen, har till och med hävdat att hon aldrig hade syfilis.
Farmens lönsamhet var fortsatt skral och krigssituationen hade försämrat förutsättningarna ytterligare – priset på kaffe gick visserligen upp, men distributionsmöjligheterna var begränsade. Åren efter kriget bjöd på såväl långvarig torka som en förödande gräshoppsinvasion. En recession som fick kaffepriset att åter sjunka ställde farmen i ett akut finansiellt läge, och Bror Blixens illa genomtänkta sidoprojekt förbättrade inte saken. Farmens finansiärer hade länge ifrågasatt hur företaget sköttes, och krav hade rests på att Bror Blixen skulle avlägsnas ur bolaget. År 1921 reste ägarbolagets styrelseordförande Aage Westenholz ned för att bilda sig en uppfattning om situationen på farmen, något som resulterade i att Bror Blixen från den stunden var ute ur bilden, och att Karen Blixen nu var ensam ansvarig för plantagens vidare fortlevnad.

#### Skilsmässa
Karen Blixens familj krävde att paret skulle separera och en ansökan om skilsmässa inregistrerades – mot Blixens vilja, men hon gav efter för släktens önskemål. I praktiken hade makarna levt åtskilda en längre tid; Bror Blixen skötte sin relativt framgångsrika storviltsjägarverksamhet från annan ort, men gjorde korta nedslag på farmen. Bror gav sitt medgivande till skilsmässan och flyttade ut officiellt. Någon ovänskap makarna emellan var det dock aldrig fråga om, och med jämna mellanrum erbjöd Bror sin hjälp, men för familjefridens skull fick det bli Thomas Dinesen som ryckte in som ett stöd för sin syster när hon behövde det. Bror Blixens kaffeodlargärning skulle emellertid inte vara över. År 1927 när inkomsterna från sysslan som safariarrangör för välbärgade kunder inte längre täckte behoven accepterade han ett erbjudande om anställning som förman vid vännen Dick Coopers kaffeplantage i Tanganyika (nuvarande Tanzania). Makarna Blixens skilsmässa vann laga kraft 19 januari 1925.

#### Försäljning
Trots massiva ansträngningar och regelbundna finansiella transfusioner var Blixens afrikanska farm bortom räddning. Swedo-African Coffee Company hölls vid liv i ytterligare ett decennium, men 1931 gav Karen Blixen slutligen upp och farmen gick till försäljning. Köpare var den filippinskfödde fastighetsentreprenören och bankmannen Remi Martin, ombud för den London-bank där Karen Coffee Company hade sina lån, vars planer på att stycka upp marken och uppföra bostadskomplex blev verklighet inom några år och lade grunden till det som idag är Nairobiförorten Karen. Karen Blixen erbjöds att bo kvar i sitt hus och förfoga över 20 tunnland tomtmark, men hon avböjde och blev bara kvar så länge som krävdes för att säkra säsongens kaffeskörd. Blixen kände en stark förtvivlan över den uppkomna situationen och hon sörjde Denys Finch Hatton. År 2012 återfanns en kortfattad anteckning som har tolkats som ett självmordsbrev härrörande från den här tidpunkten: "Jag är medveten om att det är otillbörligt av mig att komma till ert hus och bete mig på det här viset, men jag kan inte handla annorlunda. Jag försökte att fortsätta, men jag kan inte. Vänligen för mig tillbaka till Ngong Hills. Gustav Mohr, Ruiru, vet vad jag önskar ombesörjt. – Jag ber om överseende, Tania Blixen."
Karen Blixen lämnade Afrika för att aldrig återvända. Fartyget S/S Mantola tog henne till Marseille 19 augusti 1931 där hennes bror Thomas Dinesen tog emot.

## Hemresa och genombrott

### Ett nytt levebröd
När Blixen återvände till Danmark 1931 var det en hemresa som markerade ett misslyckande; vid sidan av sorgen efter Denys Finch Hatton och förlusten av kaffefarmen fanns den drabbande insikten att hon var 46 år gammal och saknade egen försörjning. En kort tid umgicks hon med tanken att utbilda sig till kock, men förkastade idén. Till yttermera visso var Bror von Blixen omgift sedan två år och hade således berövat henne baronesstiteln. Med i bagaget fanns dock två av de berättelser som skulle komma att ingå i hennes egentliga debut som bokförfattare: "The Roads Round Pisa" och "The Old Chevalier". Ett tidigt utkast till Out of Africa fanns också med. Genom åren hade Blixen ägnat mycken tid åt skrivandet för sitt eget höga nöjes skull, och att hon ägde en viss fallenhet var väl belagt: hon hade fått ett skådespel publicerat, liksom en handfull dikter och noveller, och bland hennes tillskyndare hade funnits betydande kulturpersonligheter som Georg Brandes och tidskriften Tilskuerens båda redaktörer Valdemar Vedel och Mario Krohn. Efter publiceringen av Sandhedens hævn 1926 (i Tilskueren, nu ledd av Poul Levin) hade Blixen börjat fokusera mer på skrivandet, och hon insåg nu att ett seriöst försök att livnära sig på författandet var rätt väg att gå. Ett familjedrag kunde också skönjas: hon hade rest ut i världen i likhet med sin far och farfar; även fortsättningsvis skulle hon göra som de – hon skulle återvända hem för att skriva om det.
Blixen färdigställde ett manuskript bestående av nio berättelser under det följande året, och när det blev dags att finna en förläggare vände hon blicken mot England och USA. Hon hade valt att skriva sina berättelser på engelska och anledningarna var flera: hon hade tillbringat sjutton år i en brittisk kronkoloni och talade språket flytande. Hon hade umgåtts med brittiska och amerikanska vänner och återberättat sina historier både för dem och för delar av tjänstefolket – engelskan blev fiktionens språk för Blixen, ett redskap som frigjorde fantasin. Vidare hade hennes historier en tydlig anknytning till den brittiska berättartraditionen och hon menade att engelsktalande läsare skulle ha lättare att ta till sig dem. Men inte minst var det ett ekonomiskt ställningstagande: "[Jag har] gjort vad vi syskon gör när vi inte vet vad vi annars ska göra – jag har börjat skriva en bok. Jag skrev på engelska därför att jag
tänkte att det skulle löna sig bättre."

### Sökandet efter en förläggare

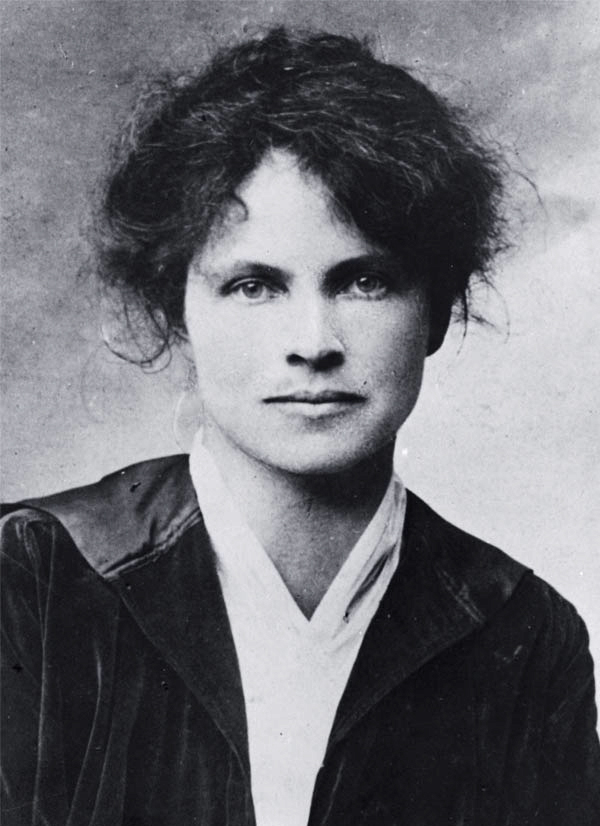
Dorothy Canfield Fisher var den som beredde vägen för Blixens författarskap.

Det är inte helt klarlagt vilka förläggare eller personer med anknytning till branschen som Blixen kontaktade, men Faber and Faber (Vännen Gustav Mohr var bekant med författaren Christopher Morley, publicerad på Faber & Faber.) och Putnam fanns bland de förlag som refuserade henne. Putnam skulle dock få en ny chans när Blixens framgång i USA var ett faktum och en brittisk utgåva blev aktuell.
De två personer som fick en helt avgörande betydelse för att Blixens manuskript slutligen publicerades, var författaren Dorothy Canfield Fisher och förlagsredaktören Robert Haas, båda från USA. Med brodern Thomas hjälp tog Blixen kontakt med en vän till mostern Mary Bess Westenholz: Canfield Fishers engagemang i kvinnosaksfrågor hade lett till att hon blivit bekant med Westenholz, och när hon besökte Danmark hade även Thomas Dinesen träffat henne som hastigast. Blixen övertalade honom att skriva ett introduktionsbrev i vilket hon bad om hjälp med att finna en hugad utgivare – inte nödvändigtvis en bokförläggare den här gången; Blixen var i första hand ute efter att sälja enstaka berättelser på den lukrativa magasin-marknaden. Mellan- och efterkrigstiden var en gyllene tidsålder för månadstidningar riktade till amerikanska hemmafruar. Publikationer som The Cosmopolitan, Harper’s Magazine, Ladies’ Home Journal och många fler, tryckte regelbundet texter av välrenommerade författare.
Canfield Fisher tyckte om Blixens berättelser, och hon visade dem för en vän i förlagsbranschen, Robert Haas, som vid den här tidpunkten hade startat egen förlagsverksamhet tillsammans med Harrison Smith, men som fram till kort dessförinnan i egenskap av delägare i Book-of-the-Month Club hade övervakat den urvalskommitté i vilken bland andra Canfield Fisher och Christopher Morley var verksamma. Efter en viss tvekan tillkännagav Haas att Harrison Smith & Robert Haas hade för avsikt att ge ut Blixens berättelser i bokform, så som det ursprungligen var tänkt, dock i modifierad ordningsföljd och nedbantad till sju istället för nio berättelser. Canfield Fisher tog på sig uppgiften att plädera för att boken skulle väljas ut av Book-of-the-Month Club, en tjänst som hon något år tidigare bestått Pearl Bucks Den goda jorden, med världsomfattande succé som följd. Haas ställde som villkor att Blixen inte skulle erhålla det gängse förskottet, utan få betalt först efter att ett antal exemplar hade sålts. Blixen och Haas kom gemensamt fram till att bokens titel skulle vara Seven Gothic Tales.

### Isak Dinesen debuterar
Blixen krävde att få ge ut boken under pseudonym; hon ville försäkra sig mot den eventuella nesan i ett publikt misslyckande. Hon valde att kalla sig Isak Dinesen. Isak är hebreiska för "den som skrattar" och hänförs till bibelberättelsen om Abraham och Sara och deras reaktion när de får veta att de skall bli föräldrar trots att de är mycket gamla; Blixen var 49 år när debutboken publicerades 1934. Canfield Fishers övertalningskampanj hade burit frukt och klubbens medlemsantal (runt 110 000 år 1929, över 360 000 sju år senare) innebar att en försäljningssuccé var i det närmaste garanterad. Boken kom ut den 9 april 1934 i en upplaga på 50 000 exemplar, och mottogs väl av både läsare och recensenter. Constant Huntington på förlaget Putnam köpte de brittiska rättigheterna, ovetande om att Isak Dinesen var den Karen Blixen som han tidigare hade avvisat.

#### Mottagande i Danmark
Blixens sagobetonade berättelser förlagda till ett svunnet Europa med byronska hjältar och inslag av det fantastiska hade mer gemensamt med Tusen och en natt än med samtidens politiserade litteratur. Socialrealismen var den litterära stilriktning som dominerade i Blixens omgivning vid tidpunkten för hennes genombrott. Inga paralleller stod att finna mellan Syv fantastiske fortællinger och verk av författare som Martin Andersen Nexø i Danmark eller Jan Fridegård i Sverige, och Blixens ålderdomligt slingrande språkstil och bruket av ett allvetande berättarperspektiv bidrog till att hon framstod som en anakronism för moderna läsare. Redan innan boken kommit ut i Danmark (i september 1935) var Blixen på det klara med att mottagandet hemmavid skulle bli svalare än på andra sidan Atlanten, trots att hennes egen översättning var anpassad till en dansk publik och mer var att likna vid en omskrivning än en korrekt tolkning av den engelska texten – med ett eget verk kunde hon ta sig större friheter än vad en översättare normalt har möjlighet till. I en intervju i Politiken 1 maj 1934 sade hon: "Jag har hela tiden trott att boken inte skulle fungera i Danmark." Även om de danska recensenterna inte var genomgående negativt inställda, var åtminstone en hejdlöst nedgörande. Frederik Schybergs anmälan i Berlingske Tidende 25 september 1935 är beryktad; Blixen fick finna sig i att kallas både snobbig och perverterad.

### Framgång och tvivel
Karen Blixens andra bok, den självbiografiska romanen Den afrikanske farm (1937), etablerade henne som firad författare; läsare och kritiker i både Europa och Amerika var överlag förtjusta, även om danska recensenter var fortsatt njugga i högre grad än sina kolleger i övriga världen. I likhet med föregångaren nådde boken inte upp i den absoluta toppen på försäljningslistorna trots att den i USA sålde i närmare 100 000 exemplar under det första året, och i ekonomiskt hänseende var succén inte av sådan dignitet att Blixen kunde frigöra sig helt från beroendet av sin familj (med bibehållen materiell standard), något som gjorde henne frustrerad. Därtill hyste hon farhågor att hennes två böcker skulle ha förbrukat det konstnärliga kapital hon förfogade över, och hon vacklade i sin tro på att hon skulle kunna gå vidare med en regelbunden produktion utan att göra avkall på den höga kvalitet hon krävde av sig själv. Dessa bekymmer i kombination med den politiska situationen i Europa i slutet av 1930-talet och moderns död i januari 1939 gav hos Blixen upphov till ett missmod som dämpade framgångseuforin. Blixen var också missnöjd med att Haas inte hade låtit sig övertygas om att hennes böcker, som hon själv såg det, borde utges under hennes riktiga namn fortsättningsvis. Hon hade ju gjort succé och det fanns inte längre någon anledning att dölja hennes identitet. Trots det valde Blixen att kalla sig Tania Blixen när hennes båda böcker gavs ut i Tyskland 1937 respektive 1938. Detta för att gå den tyska förläggaren till mötes och undvika de judiskklingande namnen Isak och Karen.

## Andra världskriget och ockupationstiden i Danmark

### Brev från ett land i krig
Blixen kände sig instängd i Danmark och hon började göra förfrågningar hos sina kontakter om tänkbara journalistiska uppdrag utomlands; hon diskuterade bland annat med Berlingske Tidende om att eventuellt återvända till den afrikanska kontinenten för att skriva om Östafrikas självständighetssträvanden, eller bevaka Abessinienkrisen. Det var även tal om en pilgrimsresa till Mecka för Saturday Evening Posts räkning.
Några månader före krigsutbrottet 1939 väckte Constant Huntington på Blixens brittiska förlag Putnam frågan om en researchresa till Tyskland. Han såg ett behov av en bok som kunde ge en bakgrund till tredje rikets framväxt och menade att Blixen skulle vara idealisk för uppgiften. Blixen själv hade redan tidigare bland släkt och vänner uttryckt en ambition om att rapportera från den tyska nationen ur medborgarnas perspektiv utan politiska ställningstaganden. I början av mars 1940 reste Blixen till Berlin där hon tog in på Hotel Adlon. Resan var den första fasen i ett projekt finansierat av Politiken, Bonniers och Tidens Tegn, där tanken var att hon skulle rapportera från de tre krigförande huvudstäderna Berlin, London och Paris. Blixen ansåg sig stå över politiken och hon hävdade att hon "ikke har indsigt i Politik og ingen politisk Flair" – vad hon hoppades åstadkomma var en reportageserie som med neutral blick skulle ge en bild av det tyska samhället och en insikt i vanliga människors vardag och tankevärld – men i sina förberedelser inför resan gjorde hon ändå vissa ansträngningar för att komma i kontakt med högt uppsatta personer i det tyska nazistpartiet; Bror Blixens syster Agnes var gift med Clarence von Rosen och Karen Blixen hoppades kunna begagna sig av familjen von Rosens försänkningar inom naziströrelsen. Emellertid tycks Blixen inte ha nyttjat några kontakter under sin tid i Berlin – det var förmodligen mer eller mindre omöjligt eftersom hon uppvaktades flitigt av regimens representanter: två personer från propagandaministeriet avgjorde vem hon kunde träffa och fungerade som hennes guider under hela vistelsen.
Blixen återvände till Danmark 2 april med utförliga anteckningar om sina intryck, och hon färdigställde en text efter hemkomsten. När Tyskland ockuperade Danmark exakt en vecka senare, bara dagar innan det var tänkt att hon skulle flyga vidare till London för nästa steg i projektet, insåg Blixen att en publicering vid den här tidpunkten inte skulle vara lämplig. Projektet fick skrinläggas och artiklarna lades i träda för en eventuell framtida utgivning.

### Kritiken: nazism och rasism
Blixen har senare kritiserats för att ha varit världsfrånvänd och alltför distanserad i sitt förhållningssätt till nazismen; när hennes långa essä Breve fra et Land i Krig till sist publicerades i fyra kapitel fördelade på två nummer av tidskriften Heretica 1948 gav hon i sitt nyskrivna förord också uttryck för en viss självkritik i frågan. Även om hon inte har anklagats direkt för att hysa nazistiska sympatier, så har det genom åren framförts synpunkter på att ett mer uttryckligt avståndstagande nog skulle ha varit önskvärt. Blixens svar på kritiken var att hon var mån om att ha ett öppet sinne, och att texterna skrevs före ockupationen när Danmark fortfarande var neutralt och en nyligen ingången icke-angreppspakt med tyskarna förelåg. Det kan konstateras att Blixens Berlinbrev lämnar ett vidöppet fönster för tolkningsmöjligheter: där litteraturhistorikern Aage Jørgensen ser ett "försiktigt formulerat avståndstagande från nazismen" tolkar regissören och författaren Christian Braad Thomsen in en "stor beundran" av tredje riket.
Motsvarande mångtydighet går att finna i Blixens inställning till infödda afrikaner i Out of Africa (Den afrikanske farm), som trots Blixens självuttalade avsky för det påtagliga rasförakt som flertalet vita nybyggare företedde – en inställning som tydliggörs i hennes brev från den tiden – ändå ger prov på den allmänt rådande kolonialistiska diskursen, där afrikaner jämförs med barn eller djur. Kritiken har stundtals varit hård, och efter Kenyas självständighet 1963 har det med viss regelbundenhet dykt upp skoningslösa angrepp på Blixen, där författaren Ngũgĩ wa Thiong'o kan sägas ha gått i spetsen, med uttalanden som "Out of Africa är en av de farligaste böcker som någonsin skrivits om Afrika", och på senare tid kolumnisten Dominic Odipo på den kenyanska tidningen East African Standard under rubriken "If ever there were racists, Karen Blixen is the baroness". De som står upp till Blixens försvar menar att en nutida läsare måste anlägga en mer nyanserad blick och inte får glömma att betrakta hennes verk i rätt kontext. Professor Abdul R. JanMohamed vid University of California, Berkeley, menar i en lång analys att Blixen var "ett betydande undantag från [detta] mönster av underkuvande och tanklös exploatering." Karen Blixen ansåg själv på sin ålders höst att Out of Africa var "lika föråldrad som en papyrusrulle i en pyramid”.

### En novellsamling och en roman
Karen Blixens oro över att hennes skaparkraft hade börjat tryta visade sig vara obefogad. År 1942 publicerades Vinter-eventyr (Winter’s Tales), ett verk färgat av Blixens personliga stämningsläge och Danmarks belägenhet under ockupationen. Boken är en återgång till debutens berättarform med elva noveller som i allegorisk form berör fångenskap och frihet. Danska kritiker var mer nöjda den här gången – berättelserna är mer jordnära jämfört med dem i debutverket, och fem av historierna utspelar sig på dansk mark. Blixen kunde med visst besvär få boken utgiven i England och USA genom att resa till Stockholm och på brittiska ambassaden utverka ett tillstånd att skicka manuskriptet med diplomatpost. Hon kunde inte hålla kontakt med vare sig Huntington eller Haas under kriget, först efter krigsslutet fick hon veta att hon återigen haft stor framgång. Två av berättelserna ur boken publicerades i tidskrifterna Ladies’ Home Journal respektive The Atlantic Monthly, även detta utan Blixens vetskap. Både Winter’s Tales och Seven Gothic Tales ingick i ett litteratururval som gavs ut i specialupplagor för soldater i fält.
Vinter-eventyr ingår i Danmarks kulturkanon, och är den av Blixens böcker som hon själv var mest nöjd med.
Den bok hon var minst nöjd med utkom 1944 och hade titeln Gengældelsens veje. Som författare står Pierre Andrézel. Blixen valde att ge ut boken under ännu en pseudonym av den orsaken att den inte når upp till samma standard som hennes övriga böcker i konstnärligt hänseende – i det är Blixen och kritiker eniga. Till skillnad från Blixen menar dock litteraturvetare och läsare att boken står sig mycket bra i sitt sammanhang, som gotisk spänningsroman, en slags "Jane Eyre-pastisch". Blixen skrev boken som en slags förströelse, ett sätt att lyfta sig ur ockupationstidens tristess. Den här gången var den brittiske diplomaten Brian Urquhart, svärson till Blixens förläggare Constant Huntington, henne behjälplig med att föra manuskriptet ut ur landet. Dorothy Canfield Fisher tyckte om romanen, och liksom föregångarna valdes den ut av Book-of-the-Month Club (The Angelic Avengers, 1946 i England, 1947 i USA), något som Blixen var mindre nöjd med. Trots pseudonymen blev Blixen snabbt avslöjad som bokens författare, men hon envisades med att förneka all inblandning ända till 1956, då hon erkände upphovsmannaskapet i en intervju i The Paris Review.

## Efterkrigstiden
Den långa period av utebliven bokutgivning som nu följde innebar inte att Blixen var overksam. Hon deltog flitigt i samhällsdebatten med synpunkter i så vitt skilda frågor som djurförsök, etikettregler, den danska stavningsreformen och jämställdhet mellan könen. Dock var hon angelägen att aldrig direkt stödja en rörelse eller ideologi, feminismen inkluderad – liksom Simone de Beauvoir framhöll hon att hon "inte var en kvinnosakskvinna". Vid sidan av tidningskrönikor hade Blixen också sedan en tid givits möjligheten att framföra sina reflektioner i radioutsända föreläsningar och intervjuer.

### Fortsatt litterär produktion
Karen Blixen planerade att kröna sin författargärning med ett monumentalverk, inspirerat av Tusen och en natt och Jules Romains verk i tjugosju band, Les hommes de bonne volonté. Redan 1942 hade hon påbörjat arbetet med berättelser tänkta för en samling som skulle betitlas Albondocani. Verket var menat att omfatta ett hundratal fristående men sammanlänkade kapitel; Blixen såg framför sig en eller flera volymer på mellan sexhundra och niohundra sidor totalt. Karen Blixen arbetade intensivt med dessa historier under 1950-talets inledande år. Parallellt skrev hon på andra berättelser som inte passade in i konceptet och därför sorterade in under de tre samlingstitlarna New Gothic Tales, New Winter’s Tales och Anecdotes of Destiny. Arbetsbördan blev henne dock övermäktig, och hon fann för gott att skjuta verkets fullbordan på framtiden. 
Efter det skulle det dröja ända till 1957 innan en ny bok av Blixen publicerades; Sista berättelser (Sidste Fortællinger). Verket är indelat i tre sektioner: "Sju kapitel ur romanen Albondocani", "Nya romantiska berättelser" och "Nya vintersagor". Blixen valde att i förtid ge ut de Albondocani-berättelser som hon hade färdigställt, jämte ett urval av de övriga historier hon skrivit under den här perioden. Karen Blixen gav inte upp tanken på sitt "magnum opus", men det blev aldrig verklighet. Hon skrev endast en berättelse till med intentionen att den skulle infogas i verket: "Ett återseende" ("Gensyn") från 1961 blev den sista helt nyskrivna novell Blixen producerade, innan hon avled i september året därpå.
De berättelser som Blixen samlat under rubriken "Anecdotes of Destiny" utgavs som novellsamlingen Skæbne-Anekdoter 1958 (Ödets lekar). Det hade varit hennes avsikt att de två volymerna Sidste fortællinger och Skæbne-Anekdoter skulle lanseras samtidigt, men förlagen satte stopp för den idén. Den långa novellen "Ehrengard" skulle också ha ingått i Skæbne-Anekdoter. Den var en utbyggd version av en historia Blixen förfärdigat redan 1952, men som hon först sommaren 1962 sänt in till en amerikansk tidskrift för publicering. Kompletteringar och ständiga omskrivningar fick till följd att Blixen inte hann få bokversionen färdig i tid; det dröjde till efter hennes bortgång innan berättelsen publicerades som fristående alster 1963. Inte heller den kortare tidskriftsversionen kunde läsas förrän efter hennes död – i decembernumret av Ladies’ Home Journal 1962 publicerades den med titeln "The Secret of Rosenbad".
Karen Blixens danska förlag Gyldendal önskade ge ut en samling med hennes essäer och radioföreläsningar, och bad därför Blixen sammanställa ett urval av texter; samlingen fick arbetstiteln Mosaic. I selektionen ingick ursprungligen bland annat Blixens inlägg om feminismen och en krönika om Rungstedlund, men i samråd med förlaget beslöt Blixen att låta historierna beröra ett centralt tema: en återblick på tiden i Afrika. Tre berättelser i urvalet passade in och Blixen kompletterade med en nyskriven text, "Ekon från höglandet". Samlingen utkom i november 1960 under den nya titeln Skygger paa Græsset (Shadows on the grass 1961), och blev den sista av Blixens böcker att publiceras under hennes livstid.

### Nobelpriskandidat
Karen Blixen nominerades till nobelpriset i litteratur första gången 1950, och från 1955 och fram till sin död 1962 nominerades hon årligen, men hon tilldelades aldrig priset. Spekulationerna kring varför Blixen ständigt blev förbigången har varit många, och länge var det en vedertagen sanning att det hade sin grund i akademiledamoten Fredrik Bööks antipati mot den danska författaren – han skall enligt professor George C. Schoolfield bland annat ha kallat henne för "den där gamla häxan". I realiteten var Bööks inflytande inte särskilt stort efter 1950, då han frånträdde uppdraget i Nobelkommittén, och efter krigsslutet avstod han under flera år helt från att inta sin plats på stol nummer tio, som han innehade fram till sin död 1961. Sedan mötesprotokollen från de aktuella åren offentliggjorts har bilden klarnat något, om än blivit mer komplex; vill man peka ut en enskild orsak står den närmast att finna i Karen Blixens nationalitet.
År 1950 var det första år som kommittén hade att ta ställning till Blixens författarskap, och det blev Per Hallströms uppgift att läsa in sig och komma med ett sakkunnigutlåtande. Hallströms bild av Blixen var att hon var en författare som vände sig till en publik bestående av "rika amerikanska damer" och därför inte kunde tas på allvar, men Afrikaskildringen Out of Africa gjorde ett starkt intryck på honom. Däremot blev han inte imponerad av vare sig Winter’s Tales, som han avfärdade som "tung och svårsmält", eller Seven Gothic Tales, där han upplevde sig "ingenstans [känna] igen den intelligenta och smakfulla berätterskan som kunnat skriva Out of Africa". Litteraturpriset det året gick till den brittiske filosofen Bertrand Russell.
| Salvatore Quasimodo snuvade Blixen på nobelpriset 1959, och 1962 var John Steinbeck "det minst dåliga valet" när Blixen fallit ifrån. |  | Salvatore Quasimodo snuvade Blixen på nobelpriset 1959, och 1962 var John Steinbeck "det minst dåliga valet" när Blixen fallit ifrån. |
| Salvatore Quasimodo snuvade Blixen på nobelpriset 1959, och 1962 var John Steinbeck "det minst dåliga valet" när Blixen fallit ifrån. |  | |

Halldor Laxness underminerade Blixens chanser för flera år framåt när han blev akademins val 1955; ytterligare en nordisk mottagare inom alltför kort tid skulle ha väckt förundran. Först 1958 övervägdes hon åter på allvar; två verk hade tillkommit: Sista berättelser och Ödets lekar stärkte hennes chanser och visade enligt Anders Österling upp en författare "på höjden av skaparförmåga och fabulerande fantasi". Blixen nådde inte ända fram – 1958 blev Boris Pasternaks år.
Men 1959 såg det ändå ut som om priset skulle tillfalla Blixen; tre av de fyra i Nobelkommittén hade henne som sitt förstaval, endast Eyvind Johnson hade reservationer. Det vanliga är att Svenska Akademien följer kommitténs rekommendation, men den är inte förpliktigad att göra så, och det är inte unikt att den väljer en egen väg; den här gången blev det Johnsons argumentation som vann akademins gillande. Han fruktade för prisets internationella renommé och såg fortfarande en risk att tyngdpunkten skulle förskjutas alltför mycket mot skandinaviska pristagare. Johnson menade att Italien var underrepresenterat, och listade fyra italienare han såg som värdiga pristagare. Detta trots att stadgarna föreskriver att nationalitet inte skall beaktas, utan enbart litterära kvaliteter. Salvatore Quasimodo blev 1959 års mottagare av Nobels litteraturpris.
År 1962 föll Blixen bort automatiskt, då hon avled innan akademin hade att göra sitt slutgiltiga val. Stödet för Blixen det året var dessutom något av en "inbjudan med armbågen" – hon nominerades i brist på tillräckligt bra alternativ; i sin nominering angav litteraturprofessorn Henry Olsson märkligt nog vilka skäl som talade emot Blixens kandidatur.

## Sjukdom och död
Redan 1915 hade Blixen diagnosticerats med syfilis. Som behandling skrevs kvicksilvertabletter ut. Hon tillbringade sin tid i Danmark, och började även att medicinera med arsenik. Flera läkare inom både internmedicin och neurologi diagnosticerade henne med tabes dorsalis, syfilitisk ryggmärgsförtvining. Som ett resultat av medicineringen drabbades Blixen, när hon under början av 1920-talet lämnade Kenya, av anemi och gulsot. Eftersom hon dessutom började tappa hår i stora testar började hon bära hattar och turbaner.
Det antogs av flera av hennes läkare att det var syfilis som fortsatte att plåga Blixen. Medicinska genomgångar har dock inte lyckats identifiera syfilis i hennes kropp efter 1925. Bedömare av hennes skriftliga alster antyder också att hon inte hade drabbats av de mentala nedsättningar som långtgången syfilis medför. Däremot fick hon en någon nedsatt känsel i sina ben, som Linda Donelson menar kan ha varit ett resultat av salvarsan, en arsenik-baserad medicin som användes mot syfilis.
1946 och 1955 genomförde en neurokirurg en sympatektomi på Blixens ryggrad för att lindra smärtan Blixen kände i sin ryggrad. Smärtan återkom dock. 1956 diagnosticerades hon med magsår, och opererades vid Universitetet i Köpenhamn. Hon var då i sjuttioårsåldern, och med vacklande hälsa. Magbesvären fortsatte; hon åt minimalt, och rökte mycket. Under stora delar av sitt vuxna liv tog hon även laxerande medel för att inte gå upp i vikt; det långvariga bruket tros ha skadat hennes matsmältningssystem. Vid fyra ytterligare tillfällen lades hon in på sjukhuset. Den exakta orsaken till hennes magbesvär är okänd. Kaare Weismann konstaterade 1995 att hennes kroniska smärtor förmodligen härrörde från metallförgiftning. I. Søgaard menade 2002 att det fanns kommunikationsproblem från såväl Blixens som läkarnas sida. Eftersom de inte visste om att hon tog laxerande medel missförstod de grunden till vissa av hennes magsmärtor, och ordinerade istället behandling mot syfilis, vilket inte innebar en effektiv behandling. I Den afrikanska farmen beskriver Blixen hur hon drabbades av panikattacker. Donelson påpekar att Blixen själv funderade över om hennes smärtor var psykosomatiska, även om hon utåt anklagade syfilis för besvären: Donelson menar att syfilis även passade in i den myt Blixen ville skapa om sig själv.
Blixen avled på Rungstedlund 1962, då 77 år gammal, enligt vissa på grund av näringsbrist och undernäring, eftersom hon då var oförmögen att äta. Linda Donelson avfärdar dock att hon skulle ha dött av undernäring, utan menar att det berodde på komplikationer från en magoperation. Andra har angett dödsorsaken som anorexia nervosa.

## Eftermäle
Blixen förärades ett antal litterära priser under sitt liv. 1949 förärades hon det danska priset Holbergmedaljen, uppkallat efter Ludvig Holberg, och som bland annat Henrik Pontoppidan och Inger Christensen också har mottagit. 1950 mottog hon medaljen Ingenio et arti, som delas ut av Danmarks statschef sedan kung Kristian VIII av Danmark instiftade det 1841. Blixen tilldelades aldrig Nobelpriset, vilket Peter Englund, när han 2010 var ständig sekreterare i Svenska Akademien, konstaterade var ett misstag. 1954 års nobelpristagare i litteratur, Ernest Hemingway, namngav i sin nobelprisföreläsning tre författare som han menade i högre grad förtjänade ett nobelpris än vad han gjorde: Carl Sandburg, Bernard Berenson – och Isak Dinesen (Karen Blixen).
Mycket av debatten om Blixen, såväl i media som i akademin, har kretsat kring Blixens syn på de afrikanska stammar hon kom nära under sin tid i Kenya, såsom kikuyu, massajer och somalier. I huvudsak i USA har postkoloniala kritiker pekat ut henne som rasistisk. Marianne T. Stecher, professor i skandinaviska studier vid University of Washington, konstaterar dock i The Creative Dialectic in Karen Blixen’s Essays att postkoloniala kritiker har förbisett eller missat viktiga essäer, föreläsningar och andra verk i sin kritik av Blixen, och att närläsningar av dessa verk snarare pekar mot en kritik av nazism och rasism, och ett främjande av jämställdhet. Lasse Horne Kjældgaard, professor i litteraturvetenskap vid Roskilde universitet, menar at man i Danmark har varit för fäst på hennes biografiska detaljer i den litteraturvetenskapliga forskningen, och att den amerikanska kritiska diskursen har varit viktig för att sätta in Blixen i ett större, globalt perspektiv. Forskaren Leah Wolfson konstaterar att Blixens arv präglas av komplexitet och många olika påståenden – att vissa ser henne som en mästerlig berättare medan andra främst ser henne som en författare i en "vit, rasistisk tradition som upprätthåller en nedsättande bild av afrikaner". Just denna komplexitet och mångfald i ståndpunkter menar hon gör att Blixen kommer att fortsätta vara en central del av den akademiska diskussionen, inte minst inom postkolonial teori.
Den största delen av sitt liv levde Blixen på Rungstedlund, 24 kilometer norr om Köpenhamn. Under 1940-talet blev gården en samlingsplats för unga danska intellektuella, såsom Thorkild Bjørnvig, Frank Jæger och Erling Schroeder, och dessa började använda egendomen som en litterär salong. Mellan 1958 och 1960 renoverades gården, och delar av den blev ett fågelreservat. Gården överläts sedermera till Danska akademien, och började drivas av Rungstedslundsstiftelsen, som grundades av Blixen och hennes systrar. 1991 öppnades museet för allmänheten. Margrethe II av Danmark deltog vid öppnandet.
Den stadsdel av Nairobi där Blixens farm låg döptes efter henne till Karen. 1964 köpte Danmarks regering Blixens gård, och gav den till Kenya som en självständighetsgåva. Gården gjordes till en del av Kenyas nationalmuseer, och museet innehåller många av Blixens möbler och andra tillhörigheter. Själva huset har framhållits som viktigt kulturellt landmärke, såväl arkitektoniskt som för dess koppling till Kenyas europeiska bosättare.
Vid flera tillfällen har Blixens porträtt prytt sedlar och frimärken. Blixens porträtt var på den danska femtiokronorssedeln från 7 maj 1999 till 25 augusti 2005. 1980 och 1996 porträtterades hon även på frimärken utfärdade i Danmark. På hennes hundraårsdag namngavs asteroiden 3318 Blixen efter författaren. Nedslagskratern Blixen på planeten Venus är uppkallad efter henne.

## Författarskapet
Tone Selboe, professor i litteraturvetenskap vid universitetet i Oslo, konstaterar i Kunst og erfaring (2010) att det är få författare som har försetts med så många olika litterära etiketter som Karen Blixen. Den största delen av receptionen har fokuserat på det exotiska och det otidsenliga hos Blixen, men Claudia Lindén vid Södertörns högskola konstaterar att den litteraturvetenskapliga forskningen, på grund av mångfalden av etiketter, om Blixen har varierat med vilka litteraturvetenskapliga teorier som varit i ropet. Själv anför hon att det finns ett tydligt gotiskt drag som inte bara gäller Seven Gothic Tales utan det mesta av Blixens produktion. Hon menar att det därmed finns en likhet till samtida modernistiska kvinnliga författare där också gotiska drag framträder, som Djuna Barnes och Virginia Woolf. Många Blixenforskare lyfter även fram intertextualiteten som ett genomgående drag som präglar alla hennes texter. Ellen Rees för i On the Margins: Nordic Women Modernists Blixen till en europeisk modernistisk tradition, och jämför liksom Lindén Blixen med Woolf och Barnes. Rees menar att modernismen i ett verk som Seven Gothic Tales påminner om den "atavistiska modernismen" i Woolfs Orlando och Barnes Nattens skogar. Det är dock inte entydigt om Blixen kan kallas modernist, eller ens modern. Den danska litteraturforskaren Jette Lundbo Levy frågar sig om det går att kalla Blixen för modern. Å ena sidan, konstaterar hon, återupptar Blixen en svunnen och gammalmodig berättarform. Hon bygger vidare på en berättartradition från Miguel Cervantes, Giovanni Boccaccio och Tusen och en natt och kombinerar det med filosofiska drag från Denis Diderots Jakob fatalisten, Johannes Ewalds Levned og Meninger och H.C. Andersen. Samtidigt är det ingen tvekan om, menar hon, att Blixen tillhör 1900-talets författartradition, med blinkningar till André Bretons surrealism: "Med sin romantiska antikapitalism och med sitt återupplivande av gamla berättarformer som i sig rymmer det sällsamma och som skall synliggöra en annan mer intensiv och meningsfull verklighet bakom den skenbara verkligheten, är hon i egentligaste mening en författare som tillhör det tjugonde århundradet."

### Influenser

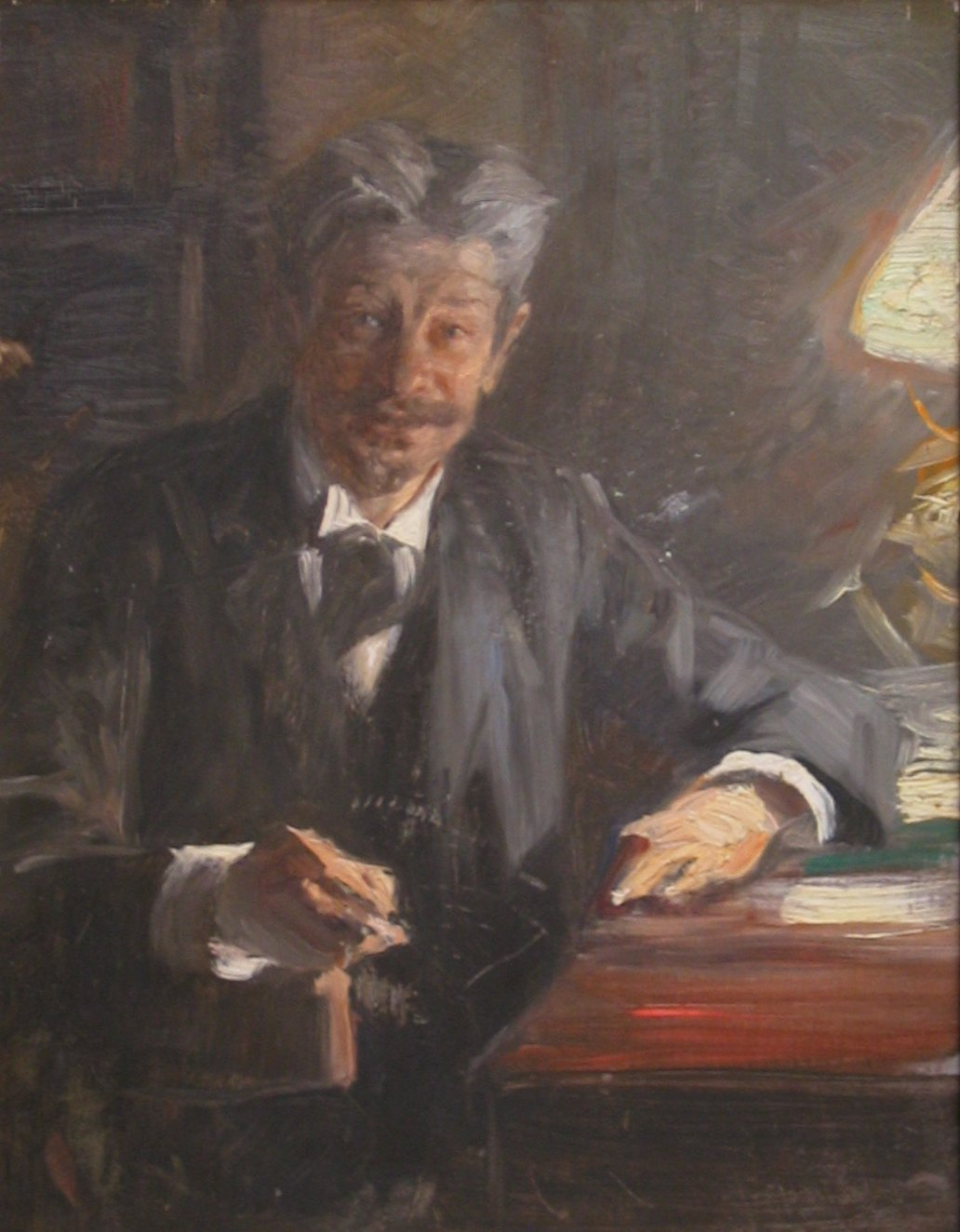
Redan 1904 var Blixen nära att träffa sin idol Georg Brandes, men inte förrän 1925 kom ett möte till stånd.

Tidiga inspirationskällor för Blixen var välkända danska poeter och författare som J. L. Heiberg, Johannes Ewald och Holger Drachmann. Hon läste gärna Meïr Aron Goldschmidt och Steen Steensen Blicher, danska pionjärer i den klassiska novellformen som skulle bli Blixens signum. Hon var en stor beundrare av Georg Brandes och genom honom fick hon kunskap om Percy Bysshe Shelley och Heinrich Heine, båda liksom Blixen uttalade panteister, men även William Shakespeare: "Jag hade en längre tid fördjupat mig i Brandes böcker, och kan säga att det är han som uppenbarat litteraturen för mig – Shakespeare, Shelley, Heine – jag har fått dem genom honom." Upptäckten av Shakespeare såg hon som "en av de verkligt stora händelserna i [sitt] liv". Blixen upptäckte även Friedrich Nietzsche, Brandes hade ju varit den som introducerat den tyske filosofen i Skandinavien, med två artiklar i tidskriften Tilskueren 1889–1890, något som fick ett enormt genomslag i det danska kulturlivet.
När Brandes 1904 låg inlagd på sjukhus tillsände den nittonåriga Karen honom en stor blomsterbukett. Förmodligen tack vare hennes koppling till Wilhelm Dinesen kom han på besök till Rungstedlund för att tacka. Blixen befann sig på sitt rum, och hennes mor, som alls inte uppskattade Brandes, påstod att hon inte var hemma. "Brandes kunde ha gjort en författare av mig” beklagade sig Blixen i ett brev till moster Bess 1924. "Om jag den gången hade förstått hur mycket som stod på spel, så hade jag väl … förmått lura er, och jag önskar att jag hade gjort det." Blixen och Brandes träffades så småningom, men först dryga tjugo år senare i oktober 1925, när Blixen under en nära åtta månader lång vistelse hemma i Danmark gjorde några första trevande försök att finna avsättning för sina litterära alster, något som resulterade i att skådespelet Sandhedens hævn publicerades i Tilskueren 1926. Under den här Danmarksvistelsen tog Blixen också konstlektioner för sista gången, hennes lärare den här gången var konstnären Bertha Dorph.
Vad gäller inspiration till de gotiska inslagen nämns vanligen författare som Robert Louis Stevenson (främst New Arabian Nights från 1882, en av Blixens favoritböcker under uppväxttiden), E.T.A. Hoffmann, Horace Walpole och Jules Barbey d'Aurevilly. Till samtida influenser som brukar nämnas hör Djuna Barnes och Virginia Woolf. Bland författare som hon gärna läste återfinns Aldous Huxley och H. G. Wells (främst dennes Drömmen från 1924, som i sin kritik mot tidens samhällsmoral speglar Blixens egen ståndpunkt).

### Intertextualitet
Lindén konstaterar att "ett genomgående bruk av intertextualitet [...] präglar Blixens texter. [...] I det Blixenska verket är denna lek, detta samtal med andra texter, som också är en kritik och en vidareskrivning av andra författares verk, en grundläggande struktur."
Søren Kierkegaard brukar nämnas tidigt när det talas om vilka författare som influerat Blixen. Eric O. Johannesson, professor i skandinaviska studier vid University of California, Berkeley, var den förste att påtala den starka kopplingen mellan dessa båda författare, och det är numera väl etablerat att ett stort antal av Blixens texter skall ses som svar på, eller speglingar av olika verk av Kierkegaard. Släktskapet mellan Blixens Ehrengard och Kierkegaards “Förförarens dagbok” ur Antingen-eller har blivit föremål för flera akademiska texter. Den här sortens referenser till olika verk inom världslitteraturen är typiska för Blixen, och hon ägnade sig med förtjusning åt det genom hela karriären. Så är exempelvis "En Historie om en Perle" ur Vintereventyr en kommentar till Sigrid Undsets Kristin Lavransdotter, och "Alkmene" har sin motsvarighet i Perdita i William Shakespeares En vintersaga. I den tyske Blixenforskaren Bernhard Glienkes Fatale Präzedenz : Karen Blixens Mythologie gör författaren ett försök att ställa upp en "inventeringslista" över den typen av allusioner i Blixens verk; listan upptar sextio sidor utan att på något sätt vara komplett.
Nietzsches begrepp "amor fati" – kärleken till ödet – genomsyrar Blixens författarskap, ingenstans mer tydligt än i samlingen Skæbne-Anekdoter från 1958 (Ödets lekar). Litteraturvetaren Rikard Schönström går så långt som att kalla henne fatalist. Ett annat särdrag är att Blixen gärna skildrar olika former av dualitet; manligt och kvinnligt; aristokrati och borgerskap; fattig och rik; herre och tjänare, är några ständigt återkommande motiv, liksom det motsatsförhållande som var så påtagligt närvarande i hennes eget liv: det tama kontra det vilda – hemlivets stillhet ställd mot faderns äventyrsideal. En av Blixens levnadstecknare, Judith Thurman, beskriver hennes författarskap som uppbyggt kring en gräns mellan två separata världar: "...innanför [gränsen] finns brasans sken och kvinnoröster, ångande kastruller och kvinnolivets inrutade mönster. Utanför den finns stormande känslor, fria ytor och pompa och ståt; där finns vildmarken och slagfälten.” I novellen “Peter och Rosa”, men också när hon skriver om antilopkidet Lullu i Den afrikanska farmen, skildrar hon den instängdhet som en trygg uppväxt bibringar, och den livsleda det resulterar i, något som har tolkats som liknelser om hennes egen i många stycken glädjelösa tillvaro: de vilda drömmarnas skarpa kontrast till det skyddande, bortskämmande hemmet. Thurman pekar dessutom på hur Blixen ofta berör skillnaden mellan verkligt varaktig kärlek och drömmarnas storartat passionerade förälskelser – hur hon, trots sin längtan, själv skulle smita från varje långvarigt förhållande: "Hon förstod också … vad hon därvid gick miste om – och hur obetydlig, ensam, isolerad och till och med vansinnig en drömmares tillvaro kunde bli. Detta är ett tema som går igen i hennes berättelser från den första … till den sista." Karen Blixen själv skriver i novellen "Ett återseende", att en författares förmåga att förvandla allt som händer henne i livet till goda berättelser är "den enda fullkomliga lycka en människa kan finna i livet".

## Bibliografi

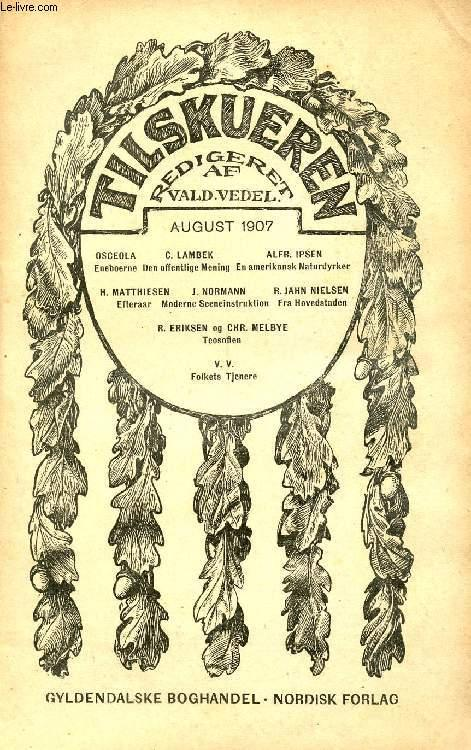
Tilskueren, augusti 1907.

### Under pseudonymen Osceola
| 1907 | Eneboerne (novell i månadstidningen Tilskueren, augusti). |

| 1907 | Pløjeren (novell i månadstidningen Gads danske Magasin, oktober). |

| 1909 | Familien de Cats (novell i månadstidningen Tilskueren, januari). |

| 1925 | ex Africa (dikt i månadstidningen Tilskueren, april). |

### Under namnet Karen Blixen-Finecke
| 1926 | Sandhedens hævn – en marionetkomedie (skådespel i månadstidningen Tilskueren, maj). Ett ungdomsverk från 1904 som omarbetades ett par gånger och med Georg Brandes hjälp kunde publiceras i Tilskueren. Det uppfördes första gången 1936 på Det Kongelige Teater i Köpenhamn. Först 1960 kom skådespelet ut i bokform. Samma år gjordes en TV-film i regi av Erling Schroeder. År 1986 skapade librettisten Jørgen Heiner och kompositören Ib Nørholm en opera baserad på verket. Marionett skall inte förstås bokstavligt, utan som en metafor för människan i sitt ödes händer. |

### Under pseudonymen Isak Dinesen eller Tania Blixen (tysk utgåva)
| 1934 | Seven Gothic Tales kommer ut på det amerikanska bokförlaget Harrison Smith & Robert Haas. Arbetsnamnet på samlingen hade varit Nine Tales by Nozdref’s Cook, men två av berättelserna plockades bort; "Karyatiderne" och "Karneval" publiceras senare i samlingarna Sidste fortællinger (1957) respektive Efterladte fortællinger (1975). Boken översattes till svenska samma år av Sonja Vougt och gavs titeln Sju romantiska berättelser. Blixen underkände två översättningsförsök till danska av Valdemar Rørdam respektive Jesper Ewald, och det dröjde därför till följande år innan boken kunde ges ut på danska i Blixens egen översättning under titeln Syv fantastiske fortællinger. I den inledande berättelsen "Vägarna kring Pisa" refererar Blixen till sitt eget skådespel Sandhedens hævn när hon låter huvudkaraktärerna bevista en föreställning av pjäsen. Det står också klart redan i debuten att Blixen ställer höga krav på sina läsare: hon citerar flera strofer ur Dante Alighieris Den gudomliga komedin på oöversatt italienska och utan att någonstans ange ur vilket verk de är hämtade. |

### Under namnet Karen Blixen, Tania Blixen eller Isak Dinesen beroende på marknad

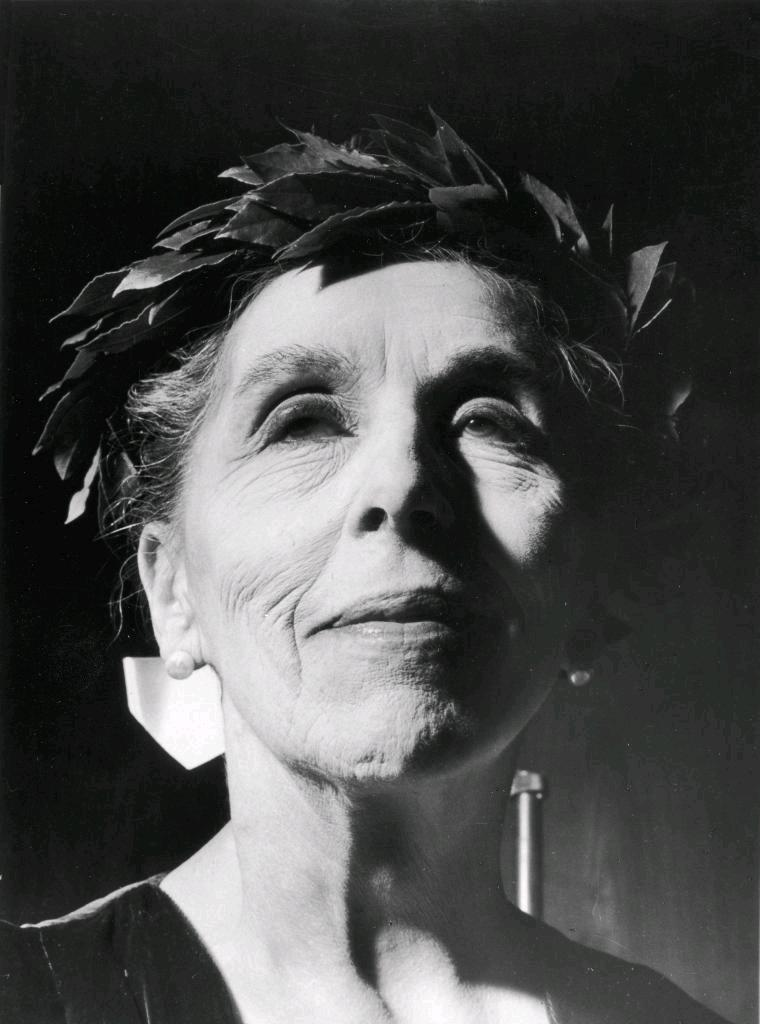
Karen Blixen som mottagare av Boghandlernes gyldne Laurbær 1952.

| 1937 | Den afrikanske Farm (Out of Africa), skriven parallellt på danska och engelska. Titeln är tagen från en populariserad variant av en latinsk fras som tillskrivs Plinius den äldre: "ex Africa semper aliquid novi" – "There's always something new coming out of Africa". Den mer givna titeln The African Farm övergavs på grund av risken för förväxling med den populära romanen The Story of an African Farm av Olive Schreiner. Den afrikanske Farm översattes till svenska av Artur Lundkvist som Afrikansk pastoral (1937), en titel Blixen fann affekterad. Följaktligen gavs den titeln Den afrikanska farmen när Lundkvist gjorde en ny översättning 1955. |

| 1942 | Vintereventyr. Den översattes till svenska av Sven Barthel och Viveka Starfelt (Vintersagor, 1942). |

### Under pseudonymen Pierre Andrézel
| 1944 | Gengældelsens veje. Blixen skrev den på danska och översatte den själv till engelska (The Angelic Avengers, 1946). Hon förnekade inledningsvis att hon var romanens författare; hon erkände det officiellt först i en intervju 1956 i The Paris Review. Anledningen till pseudonymen var dels att Blixen menade att romanen var mindre seriös än hennes övriga verk, dels att den tyska ockupationsmaktens regelverk beträffande engelskspråkig litteratur gjorde det välbefogat att framställa boken som ett verk översatt från franska. Blixens sekreterare Clara Svendsen fick stå som översättare, ett faktum som bidrog till att Blixen avslöjades som bokens författare. Gengældelsens veje översattes till svenska av Britte-Marie Bergström (Vedergällningens vägar, 1945). |

### Under namnet Karen Blixen, Tania Blixen eller Isak Dinesen beroende på marknad
| 1957 | Sidste fortællinger. Boken översattes till svenska av Torsten Blomkvist med titeln Sista berättelser (1957). En av berättelserna, "Karyatiderna, en ofullbordad fantastisk berättelse", publicerades redan 1938 i marsnumret av Bonniers Litterära Magasin. Sju av historierna är fristående kapitel planerade för en samling berättelser som Blixen arbetade med 1942–1957 men aldrig fullbordade: Albondocani var menad att spänna över hundra kapitel. |

| 1958 | Skæbne-Anekdoter. Den översattes till svenska av Torsten Blomkvist med titeln Ödets lekar (1958). En av Blixens mer kända berättelser, "Babettes gästabud", finns i den här samlingen. Den publicerades ursprungligen i det amerikanska magasinet Ladies’ Home Journal redan 1950 (Isak Dinesen, "Babette’s Feast"). Den danska filmen Babettes gæstebud från 1987 i regi av Gabriel Axel belönades med en Oscar för bästa utländska film. |

| 1960 | Skygger på Græsset. En tillbakablick i form av fyra historier om tiden i Afrika och några av de människor hon mötte där och berättar om i Den afrikanska farmen. Dessa båda verk publiceras ofta som dubbelvolym. Endast en av essäerna skrevs särskilt för den här boken, de övriga var tidigare publicerade texter, exempelvis den om Farah Aden som bygger på en föreläsning som Blixen höll i svensk radio i maj 1948. Boken översattes till svenska av Torsten Blomkvist, och gavs titeln Skuggor på gräset (1960). |

### Postum utgivning

#### Under namnet Karen Blixen, Tania Blixen eller Isak Dinesen beroende på marknad
| 1962 | Osceola : Gyldendals Julebog 1962. Clara Svendsens sammanställning av Blixens ungdomstexter publicerade under pseudonymen Osceola. Här återfinns också tidigare opublicerade alster och mer obekanta texter, som till exempel dikten "En stjerne" publicerad i Thomas Dinesens No man's land : en dansker med canadierne ved vestfronten. Finns endast på danska. |

| 1963 | Ehrengard. En kortroman skriven på engelska och publicerad i december 1962 i The Ladies’ Home Journal (i förkortad version och med titeln The Secret of Rosenbad). Den översattes till danska av Blixens sekreterare Clara Selborn (född Svendsen). Den svenska översättningen gjordes av Torsten Blomkvist, Ehrengard, 1963. Historien filmatiserades i Italien 1982 av regissören Emidio Greco. |

| 1965 | Essays. Den första samlingen essäer från Blixens penna. De har sedermera utkommit under olika titlar och med något varierande innehåll; en alternativ titel från 1978 är Mit Livs Mottoer og andre Essays. Med ytterligare tre essäer kom den ut som Samlede essays 1983, och det är den versionen som finns på svenska: titeln är tagen efter den inledande essäen Moderna äktenskap och andra betraktelser, en text hon skrev redan 1924 i Kenya under titeln "Om Ideal og Natur". Översättningen gjordes av Ann-Mari Seeberg. |

| 1975 | Efterladte fortællinger. Svensk översättning av Eva Liljegren, Karneval - efterlämnade berättelser, 1977. Här återfinns exempelvis Osceola-novellen "Familien de Cats" (1909) och "Gensyn" (1961), som blev det sista hon skrev. Berättelsen "Onkel Seneca" (1949) publicerades ursprungligen i Saturday Evening Post, New York. "Karneval" var tänkt att ingå i Sju romantiska berättelser. |

| 1978 | Breve fra Afrika 1914–31. En brevsamling i två band (1914–24 och 1925–31), sammanställd av Frans Lasson. Urvalet är gjort i samarbete med Thomas Dinesen, till vilken merparten av breven är ställda. En förkortad version utkom på svenska 1982 i översättning av Ann-Mari Seeberg, Breven från Afrika 1914–1931. |

| 1996 | Karen Blixen i Danmark : breve 1931–62. Ytterligare en brevsamling sammanställd av Frans Lasson, den här gången i samarbete med Tom Engelbrecht. Den finns ej utgiven på vare sig svenska eller engelska. |

| 2013 | Karen Blixen i Afrika : en brevsamling 1914–31. Den kompletta samlingen av Blixens brev från Afrika, i fyra band. Sammanställningen är gjord av Marianne Juhl och Marianne Wirenfeldt Asmussen. |

## Priser och utmärkelser
- 1939 – Tagea Brandts rejselegat for kvinder
- 1949 – Holbergmedaljen
- 1949 – Otto Benzons Forfatterlegat
- 1950 – Ingenio et arti
- 1952 – Boghandlernes gyldne Laurbær
- 1955 – Dansk Forfatterforenings H.C. Andersen Legat
- 1957 – Kritikerpriset
- 1957 – Jeanne og Henri Nathansens Mindelegat
- 1959 – Henrik Pontoppidans Mindefonds Legat

## Släktträd
|                                  |                                  |                                  |                                  |                                  |                                  |  |  |  |  |                                         |                                |                                |                                |                                |                                |                                      |                                      |                                      |                                      | Ytterligare 9 syskon                 |                                      |                                  |                                  |                                  |                                  |  |  |  |  |                              |                              |                              |                              |                              |                              |  |  |  |  |                                      |                                      |                                      |                                      |                                      |                                      |
|                                  |                                  |                                  |                                  |                                  |                                  |  |  |  |  | Ytterligare 3 syskon                    |                                |                                |                                |                                |                                |                                      |                                      |                                      |                                      |                                      |                                      |                                  |                                  |                                  |                                  |  |  |  |  |                              |                              |                              |                              |                              |                              |  |  |  |  |                                      |                                      |                                      |                                      |                                      |                                      |
| Inger Dinesen 1883–1923          | Inger Dinesen 1883–1923          | Inger Dinesen 1883–1923          | Inger Dinesen 1883–1923          | Inger Dinesen 1883–1923          | Inger Dinesen 1883–1923          |  |  |  |  |                                         |                                |                                |                                |                                |                                |                                      |                                      |                                      |                                      | Ellen Mathilde Hansen 1836–1913      | Ellen Mathilde Hansen 1836–1913      | Ellen Mathilde Hansen 1836–1913  | Ellen Mathilde Hansen 1836–1913  | Ellen Mathilde Hansen 1836–1913  | Ellen Mathilde Hansen 1836–1913  |  |  |  |  |                              |                              |                              |                              |                              |                              |  |  |  |  |                                      |                                      |                                      |                                      |                                      |                                      |
| Inger Dinesen 1883–1923          | Inger Dinesen 1883–1923          | Inger Dinesen 1883–1923          | Inger Dinesen 1883–1923          | Inger Dinesen 1883–1923          | Inger Dinesen 1883–1923          |  |  |  |  |                                         |                                |                                |                                |                                |                                | Aage Westenholz 1859–1935            | Aage Westenholz 1859–1935            | Aage Westenholz 1859–1935            | Aage Westenholz 1859–1935            | Aage Westenholz 1859–1935            | Aage Westenholz 1859–1935            | Ellen Mathilde Hansen 1836–1913  | Ellen Mathilde Hansen 1836–1913  | Ellen Mathilde Hansen 1836–1913  | Ellen Mathilde Hansen 1836–1913  |  |  |  |  |                              |                              |                              |                              |                              |                              |  |  |  |  | Andreas Nicolai Hansen 1798–1873     | Andreas Nicolai Hansen 1798–1873     | Andreas Nicolai Hansen 1798–1873     | Andreas Nicolai Hansen 1798–1873     | Andreas Nicolai Hansen 1798–1873     | Andreas Nicolai Hansen 1798–1873     |
|                                  |                                  |                                  |                                  |                                  |                                  |  |  |  |  |                                         |                                |                                |                                |                                |                                | Aage Westenholz 1859–1935            | Aage Westenholz 1859–1935            | Aage Westenholz 1859–1935            | Aage Westenholz 1859–1935            | Aage Westenholz 1859–1935            | Aage Westenholz 1859–1935            |                                  |                                  |                                  |                                  |  |  |  |  |                              |                              |                              |                              |                              |                              |  |  |  |  | Andreas Nicolai Hansen 1798–1873     | Andreas Nicolai Hansen 1798–1873     | Andreas Nicolai Hansen 1798–1873     | Andreas Nicolai Hansen 1798–1873     | Andreas Nicolai Hansen 1798–1873     | Andreas Nicolai Hansen 1798–1873     |
| Karen Dinesen 1885–1962          | Karen Dinesen 1885–1962          | Karen Dinesen 1885–1962          | Karen Dinesen 1885–1962          | Karen Dinesen 1885–1962          | Karen Dinesen 1885–1962          |  |  |  |  |                                         |                                |                                |                                |                                |                                |                                      |                                      |                                      |                                      | Mary Lucinde Hansen 1832–1915        | Mary Lucinde Hansen 1832–1915        | Mary Lucinde Hansen 1832–1915    | Mary Lucinde Hansen 1832–1915    | Mary Lucinde Hansen 1832–1915    | Mary Lucinde Hansen 1832–1915    |  |  |  |  |                              |                              |                              |                              |                              |                              |  |  |  |  |                                      |                                      |                                      |                                      |                                      |                                      |
| Karen Dinesen 1885–1962          | Karen Dinesen 1885–1962          | Karen Dinesen 1885–1962          | Karen Dinesen 1885–1962          | Karen Dinesen 1885–1962          | Karen Dinesen 1885–1962          |  |  |  |  |                                         |                                |                                |                                |                                |                                |                                      |                                      |                                      |                                      | Mary Lucinde Hansen 1832–1915        | Mary Lucinde Hansen 1832–1915        | Mary Lucinde Hansen 1832–1915    | Mary Lucinde Hansen 1832–1915    | Mary Lucinde Hansen 1832–1915    | Mary Lucinde Hansen 1832–1915    |  |  |  |  |                              |                              |                              |                              |                              |                              |  |  |  |  |                                      |                                      |                                      |                                      |                                      |                                      |
|                                  |                                  |                                  |                                  |                                  |                                  |  |  |  |  | Mary Bess Westenholz 1857–1947          | Mary Bess Westenholz 1857–1947 | Mary Bess Westenholz 1857–1947 | Mary Bess Westenholz 1857–1947 | Mary Bess Westenholz 1857–1947 | Mary Bess Westenholz 1857–1947 |                                      |                                      |                                      |                                      |                                      |                                      |                                  |                                  |                                  |                                  |  |  |  |  | Emma Eliza Grut 1803–1865    | Emma Eliza Grut 1803–1865    | Emma Eliza Grut 1803–1865    | Emma Eliza Grut 1803–1865    | Emma Eliza Grut 1803–1865    | Emma Eliza Grut 1803–1865    |  |  |  |  |                                      |                                      |                                      |                                      |                                      |                                      |
|                                  |                                  |                                  |                                  |                                  |                                  |  |  |  |  | Mary Bess Westenholz 1857–1947          | Mary Bess Westenholz 1857–1947 | Mary Bess Westenholz 1857–1947 | Mary Bess Westenholz 1857–1947 | Mary Bess Westenholz 1857–1947 | Mary Bess Westenholz 1857–1947 |                                      |                                      |                                      |                                      |                                      |                                      |                                  |                                  |                                  |                                  |  |  |  |  | Emma Eliza Grut 1803–1865    | Emma Eliza Grut 1803–1865    | Emma Eliza Grut 1803–1865    | Emma Eliza Grut 1803–1865    | Emma Eliza Grut 1803–1865    | Emma Eliza Grut 1803–1865    |  |  |  |  |                                      |                                      |                                      |                                      |                                      |                                      |
| Ellen Dinesen 1886–1959          | Ellen Dinesen 1886–1959          | Ellen Dinesen 1886–1959          | Ellen Dinesen 1886–1959          | Ellen Dinesen 1886–1959          | Ellen Dinesen 1886–1959          |  |  |  |  |                                         |                                |                                |                                |                                |                                |                                      |                                      |                                      |                                      | Regnar Westenholz 1815–1866          | Regnar Westenholz 1815–1866          | Regnar Westenholz 1815–1866      | Regnar Westenholz 1815–1866      | Regnar Westenholz 1815–1866      | Regnar Westenholz 1815–1866      |  |  |  |  |                              |                              |                              |                              |                              |                              |  |  |  |  |                                      |                                      |                                      |                                      |                                      |                                      |
| Ellen Dinesen 1886–1959          | Ellen Dinesen 1886–1959          | Ellen Dinesen 1886–1959          | Ellen Dinesen 1886–1959          | Ellen Dinesen 1886–1959          | Ellen Dinesen 1886–1959          |  |  |  |  |                                         |                                |                                |                                |                                |                                |                                      |                                      |                                      |                                      | Regnar Westenholz 1815–1866          | Regnar Westenholz 1815–1866          | Regnar Westenholz 1815–1866      | Regnar Westenholz 1815–1866      | Regnar Westenholz 1815–1866      | Regnar Westenholz 1815–1866      |  |  |  |  |                              |                              |                              |                              |                              |                              |  |  |  |  |                                      |                                      |                                      |                                      |                                      |                                      |
|                                  |                                  |                                  |                                  |                                  |                                  |  |  |  |  | Ingeborg Westenholz 1856–1939           | Ingeborg Westenholz 1856–1939  | Ingeborg Westenholz 1856–1939  | Ingeborg Westenholz 1856–1939  | Ingeborg Westenholz 1856–1939  | Ingeborg Westenholz 1856–1939  |                                      |                                      |                                      |                                      |                                      |                                      |                                  |                                  |                                  |                                  |  |  |  |  | Jens Kraft Dinesen 1768–1827 | Jens Kraft Dinesen 1768–1827 | Jens Kraft Dinesen 1768–1827 | Jens Kraft Dinesen 1768–1827 | Jens Kraft Dinesen 1768–1827 | Jens Kraft Dinesen 1768–1827 |  |  |  |  |                                      |                                      |                                      |                                      |                                      |                                      |
|                                  |                                  |                                  |                                  |                                  |                                  |  |  |  |  | Ingeborg Westenholz 1856–1939           | Ingeborg Westenholz 1856–1939  | Ingeborg Westenholz 1856–1939  | Ingeborg Westenholz 1856–1939  | Ingeborg Westenholz 1856–1939  | Ingeborg Westenholz 1856–1939  |                                      |                                      |                                      |                                      |                                      |                                      |                                  |                                  |                                  |                                  |  |  |  |  | Jens Kraft Dinesen 1768–1827 | Jens Kraft Dinesen 1768–1827 | Jens Kraft Dinesen 1768–1827 | Jens Kraft Dinesen 1768–1827 | Jens Kraft Dinesen 1768–1827 | Jens Kraft Dinesen 1768–1827 |  |  |  |  |                                      |                                      |                                      |                                      |                                      |                                      |
| Thomas Dinesen 1892–1979         | Thomas Dinesen 1892–1979         | Thomas Dinesen 1892–1979         | Thomas Dinesen 1892–1979         | Thomas Dinesen 1892–1979         | Thomas Dinesen 1892–1979         |  |  |  |  |                                         |                                |                                |                                |                                |                                |                                      |                                      |                                      |                                      | Adolph Wilhelm Dinesen 1807–1876     | Adolph Wilhelm Dinesen 1807–1876     | Adolph Wilhelm Dinesen 1807–1876 | Adolph Wilhelm Dinesen 1807–1876 | Adolph Wilhelm Dinesen 1807–1876 | Adolph Wilhelm Dinesen 1807–1876 |  |  |  |  |                              |                              |                              |                              |                              |                              |  |  |  |  |                                      |                                      |                                      |                                      |                                      |                                      |
| Thomas Dinesen 1892–1979         | Thomas Dinesen 1892–1979         | Thomas Dinesen 1892–1979         | Thomas Dinesen 1892–1979         | Thomas Dinesen 1892–1979         | Thomas Dinesen 1892–1979         |  |  |  |  |                                         |                                |                                |                                |                                |                                |                                      |                                      |                                      |                                      | Adolph Wilhelm Dinesen 1807–1876     | Adolph Wilhelm Dinesen 1807–1876     | Adolph Wilhelm Dinesen 1807–1876 | Adolph Wilhelm Dinesen 1807–1876 | Adolph Wilhelm Dinesen 1807–1876 | Adolph Wilhelm Dinesen 1807–1876 |  |  |  |  |                              |                              |                              |                              |                              |                              |  |  |  |  |                                      |                                      |                                      |                                      |                                      |                                      |
|                                  |                                  |                                  |                                  |                                  |                                  |  |  |  |  | Wilhelm Dinesen 1845–1895               | Wilhelm Dinesen 1845–1895      | Wilhelm Dinesen 1845–1895      | Wilhelm Dinesen 1845–1895      | Wilhelm Dinesen 1845–1895      | Wilhelm Dinesen 1845–1895      |                                      |                                      |                                      |                                      |                                      |                                      |                                  |                                  |                                  |                                  |  |  |  |  | Ulrica Gøring 1774–1829      | Ulrica Gøring 1774–1829      | Ulrica Gøring 1774–1829      | Ulrica Gøring 1774–1829      | Ulrica Gøring 1774–1829      | Ulrica Gøring 1774–1829      |  |  |  |  |                                      |                                      |                                      |                                      |                                      |                                      |
|                                  |                                  |                                  |                                  |                                  |                                  |  |  |  |  | Wilhelm Dinesen 1845–1895               | Wilhelm Dinesen 1845–1895      | Wilhelm Dinesen 1845–1895      | Wilhelm Dinesen 1845–1895      | Wilhelm Dinesen 1845–1895      | Wilhelm Dinesen 1845–1895      |                                      |                                      |                                      |                                      |                                      |                                      |                                  |                                  |                                  |                                  |  |  |  |  | Ulrica Gøring 1774–1829      | Ulrica Gøring 1774–1829      | Ulrica Gøring 1774–1829      | Ulrica Gøring 1774–1829      | Ulrica Gøring 1774–1829      | Ulrica Gøring 1774–1829      |  |  |  |  |                                      |                                      |                                      |                                      |                                      |                                      |
| Anders Dinesen 1894–1976         | Anders Dinesen 1894–1976         | Anders Dinesen 1894–1976         | Anders Dinesen 1894–1976         | Anders Dinesen 1894–1976         | Anders Dinesen 1894–1976         |  |  |  |  |                                         |                                |                                |                                |                                |                                |                                      |                                      |                                      |                                      | Dagmar Alvilde Haffner 1818–1874     | Dagmar Alvilde Haffner 1818–1874     | Dagmar Alvilde Haffner 1818–1874 | Dagmar Alvilde Haffner 1818–1874 | Dagmar Alvilde Haffner 1818–1874 | Dagmar Alvilde Haffner 1818–1874 |  |  |  |  |                              |                              |                              |                              |                              |                              |  |  |  |  |                                      |                                      |                                      |                                      |                                      |                                      |
| Anders Dinesen 1894–1976         | Anders Dinesen 1894–1976         | Anders Dinesen 1894–1976         | Anders Dinesen 1894–1976         | Anders Dinesen 1894–1976         | Anders Dinesen 1894–1976         |  |  |  |  |                                         |                                |                                |                                |                                |                                |                                      |                                      |                                      |                                      | Dagmar Alvilde Haffner 1818–1874     | Dagmar Alvilde Haffner 1818–1874     | Dagmar Alvilde Haffner 1818–1874 | Dagmar Alvilde Haffner 1818–1874 | Dagmar Alvilde Haffner 1818–1874 | Dagmar Alvilde Haffner 1818–1874 |  |  |  |  |                              |                              |                              |                              |                              |                              |  |  |  |  |                                      |                                      |                                      |                                      |                                      |                                      |
|                                  |                                  |                                  |                                  |                                  |                                  |  |  |  |  | Christentze Dinesen 1854–1920           |                                |                                |                                |                                |                                |                                      |                                      |                                      |                                      |                                      |                                      |                                  |                                  |                                  |                                  |  |  |  |  |                              |                              |                              |                              |                              |                              |  |  |  |  |                                      |                                      |                                      |                                      |                                      |                                      |
| Agnes Maria von Blixen 1878–1956 | Agnes Maria von Blixen 1878–1956 | Agnes Maria von Blixen 1878–1956 | Agnes Maria von Blixen 1878–1956 | Agnes Maria von Blixen 1878–1956 | Agnes Maria von Blixen 1878–1956 |  |  |  |  |                                         |                                |                                |                                |                                |                                |                                      |                                      |                                      |                                      | Wolfgang von Haffner 1810–1887       | Wolfgang von Haffner 1810–1887       | Wolfgang von Haffner 1810–1887   | Wolfgang von Haffner 1810–1887   | Wolfgang von Haffner 1810–1887   | Wolfgang von Haffner 1810–1887   |  |  |  |  |                              |                              |                              |                              |                              |                              |  |  |  |  |                                      |                                      |                                      |                                      |                                      |                                      |
| Agnes Maria von Blixen 1878–1956 | Agnes Maria von Blixen 1878–1956 | Agnes Maria von Blixen 1878–1956 | Agnes Maria von Blixen 1878–1956 | Agnes Maria von Blixen 1878–1956 | Agnes Maria von Blixen 1878–1956 |  |  |  |  | Ytterligare 6 syskon                    |                                |                                |                                |                                |                                |                                      |                                      |                                      |                                      | Wolfgang von Haffner 1810–1887       | Wolfgang von Haffner 1810–1887       | Wolfgang von Haffner 1810–1887   | Wolfgang von Haffner 1810–1887   | Wolfgang von Haffner 1810–1887   | Wolfgang von Haffner 1810–1887   |  |  |  |  |                              |                              |                              |                              |                              |                              |  |  |  |  |                                      |                                      |                                      |                                      |                                      |                                      |
| Hans von Blixen 1886–1917        | Hans von Blixen 1886–1917        | Hans von Blixen 1886–1917        | Hans von Blixen 1886–1917        | Hans von Blixen 1886–1917        | Hans von Blixen 1886–1917        |  |  |  |  |                                         |                                |                                |                                |                                |                                |                                      |                                      |                                      |                                      | Ytterligare 3 syskon                 | Ytterligare 3 syskon                 | Ytterligare 3 syskon             | Ytterligare 3 syskon             | Ytterligare 3 syskon             | Ytterligare 3 syskon             |  |  |  |  |                              |                              |                              |                              |                              |                              |  |  |  |  |                                      |                                      |                                      |                                      |                                      |                                      |
| Hans von Blixen 1886–1917        | Hans von Blixen 1886–1917        | Hans von Blixen 1886–1917        | Hans von Blixen 1886–1917        | Hans von Blixen 1886–1917        | Hans von Blixen 1886–1917        |  |  |  |  |                                         |                                |                                |                                |                                |                                | Fredrik von Blixen-Finecke 1847–1919 | Fredrik von Blixen-Finecke 1847–1919 | Fredrik von Blixen-Finecke 1847–1919 | Fredrik von Blixen-Finecke 1847–1919 | Fredrik von Blixen-Finecke 1847–1919 | Fredrik von Blixen-Finecke 1847–1919 | Ytterligare 3 syskon             | Ytterligare 3 syskon             | Ytterligare 3 syskon             | Ytterligare 3 syskon             |  |  |  |  |                              |                              |                              |                              |                              |                              |  |  |  |  | J. W. Reinholt von Haffner 1770–1829 | J. W. Reinholt von Haffner 1770–1829 | J. W. Reinholt von Haffner 1770–1829 | J. W. Reinholt von Haffner 1770–1829 | J. W. Reinholt von Haffner 1770–1829 | J. W. Reinholt von Haffner 1770–1829 |
|                                  |                                  |                                  |                                  |                                  |                                  |  |  |  |  |                                         |                                |                                |                                |                                |                                | Fredrik von Blixen-Finecke 1847–1919 | Fredrik von Blixen-Finecke 1847–1919 | Fredrik von Blixen-Finecke 1847–1919 | Fredrik von Blixen-Finecke 1847–1919 | Fredrik von Blixen-Finecke 1847–1919 | Fredrik von Blixen-Finecke 1847–1919 |                                  |                                  |                                  |                                  |  |  |  |  |                              |                              |                              |                              |                              |                              |  |  |  |  | J. W. Reinholt von Haffner 1770–1829 | J. W. Reinholt von Haffner 1770–1829 | J. W. Reinholt von Haffner 1770–1829 | J. W. Reinholt von Haffner 1770–1829 | J. W. Reinholt von Haffner 1770–1829 | J. W. Reinholt von Haffner 1770–1829 |
| Bror von Blixen 1886–1946        | Bror von Blixen 1886–1946        | Bror von Blixen 1886–1946        | Bror von Blixen 1886–1946        | Bror von Blixen 1886–1946        | Bror von Blixen 1886–1946        |  |  |  |  |                                         |                                |                                |                                |                                |                                |                                      |                                      |                                      |                                      | Thyra Valborg Haffner 1821–1881      | Thyra Valborg Haffner 1821–1881      | Thyra Valborg Haffner 1821–1881  | Thyra Valborg Haffner 1821–1881  | Thyra Valborg Haffner 1821–1881  | Thyra Valborg Haffner 1821–1881  |  |  |  |  |                              |                              |                              |                              |                              |                              |  |  |  |  |                                      |                                      |                                      |                                      |                                      |                                      |
| Bror von Blixen 1886–1946        | Bror von Blixen 1886–1946        | Bror von Blixen 1886–1946        | Bror von Blixen 1886–1946        | Bror von Blixen 1886–1946        | Bror von Blixen 1886–1946        |  |  |  |  |                                         |                                |                                |                                |                                |                                |                                      |                                      |                                      |                                      | Thyra Valborg Haffner 1821–1881      | Thyra Valborg Haffner 1821–1881      | Thyra Valborg Haffner 1821–1881  | Thyra Valborg Haffner 1821–1881  | Thyra Valborg Haffner 1821–1881  | Thyra Valborg Haffner 1821–1881  |  |  |  |  |                              |                              |                              |                              |                              |                              |  |  |  |  |                                      |                                      |                                      |                                      |                                      |                                      |
|                                  |                                  |                                  |                                  |                                  |                                  |  |  |  |  | Clara K-J-V-Frijs 1855–1925             | Clara K-J-V-Frijs 1855–1925    | Clara K-J-V-Frijs 1855–1925    | Clara K-J-V-Frijs 1855–1925    | Clara K-J-V-Frijs 1855–1925    | Clara K-J-V-Frijs 1855–1925    |                                      |                                      |                                      |                                      |                                      |                                      |                                  |                                  |                                  |                                  |  |  |  |  | Anna M.J.Kaasbøl 1789–1849   | Anna M.J.Kaasbøl 1789–1849   | Anna M.J.Kaasbøl 1789–1849   | Anna M.J.Kaasbøl 1789–1849   | Anna M.J.Kaasbøl 1789–1849   | Anna M.J.Kaasbøl 1789–1849   |  |  |  |  |                                      |                                      |                                      |                                      |                                      |                                      |
|                                  |                                  |                                  |                                  |                                  |                                  |  |  |  |  | Clara K-J-V-Frijs 1855–1925             | Clara K-J-V-Frijs 1855–1925    | Clara K-J-V-Frijs 1855–1925    | Clara K-J-V-Frijs 1855–1925    | Clara K-J-V-Frijs 1855–1925    | Clara K-J-V-Frijs 1855–1925    |                                      |                                      |                                      |                                      |                                      |                                      |                                  |                                  |                                  |                                  |  |  |  |  | Anna M.J.Kaasbøl 1789–1849   | Anna M.J.Kaasbøl 1789–1849   | Anna M.J.Kaasbøl 1789–1849   | Anna M.J.Kaasbøl 1789–1849   | Anna M.J.Kaasbøl 1789–1849   | Anna M.J.Kaasbøl 1789–1849   |  |  |  |  |                                      |                                      |                                      |                                      |                                      |                                      |
| Ytterligare 4 syskon             | Ytterligare 4 syskon             | Ytterligare 4 syskon             | Ytterligare 4 syskon             | Ytterligare 4 syskon             | Ytterligare 4 syskon             |  |  |  |  |                                         |                                |                                |                                |                                |                                |                                      |                                      |                                      |                                      | Christian K-J-V-Frijs 1817–1896      | Christian K-J-V-Frijs 1817–1896      | Christian K-J-V-Frijs 1817–1896  | Christian K-J-V-Frijs 1817–1896  | Christian K-J-V-Frijs 1817–1896  | Christian K-J-V-Frijs 1817–1896  |  |  |  |  |                              |                              |                              |                              |                              |                              |  |  |  |  |                                      |                                      |                                      |                                      |                                      |                                      |
| Ytterligare 4 syskon             | Ytterligare 4 syskon             | Ytterligare 4 syskon             | Ytterligare 4 syskon             | Ytterligare 4 syskon             | Ytterligare 4 syskon             |  |  |  |  |                                         |                                |                                |                                |                                |                                |                                      |                                      |                                      |                                      | Christian K-J-V-Frijs 1817–1896      | Christian K-J-V-Frijs 1817–1896      | Christian K-J-V-Frijs 1817–1896  | Christian K-J-V-Frijs 1817–1896  | Christian K-J-V-Frijs 1817–1896  | Christian K-J-V-Frijs 1817–1896  |  |  |  |  |                              |                              |                              |                              |                              |                              |  |  |  |  |                                      |                                      |                                      |                                      |                                      |                                      |
|                                  |                                  |                                  |                                  |                                  |                                  |  |  |  |  | Agnes K-J-V-Frijs 1852–1871             |                                |                                |                                |                                |                                |                                      |                                      |                                      |                                      |                                      |                                      |                                  |                                  |                                  |                                  |  |  |  |  |                              |                              |                              |                              |                              |                              |  |  |  |  |                                      |                                      |                                      |                                      |                                      |                                      |
| Ytterligare 3 syskon             |                                  |                                  |                                  |                                  |                                  |  |  |  |  |                                         |                                |                                |                                |                                |                                |                                      |                                      |                                      |                                      |                                      |                                      |                                  |                                  |                                  |                                  |  |  |  |  |                              |                              |                              |                              |                              |                              |  |  |  |  |                                      |                                      |                                      |                                      |                                      |                                      |
|                                  |                                  |                                  |                                  |                                  |                                  |  |  |  |  | Mogens K-J-V-Frijs 1849–1923            |                                |                                |                                |                                |                                |                                      |                                      |                                      |                                      |                                      |                                      |                                  |                                  |                                  |                                  |  |  |  |  |                              |                              |                              |                              |                              |                              |  |  |  |  |                                      |                                      |                                      |                                      |                                      |                                      |
|                                  |                                  |                                  |                                  |                                  |                                  |  |  |  |  |                                         |                                |                                |                                |                                |                                |                                      |                                      |                                      |                                      |                                      |                                      |                                  |                                  |                                  |                                  |  |  |  |  |                              |                              |                              |                              |                              |                              |  |  |  |  |                                      |                                      |                                      |                                      |                                      |                                      |
| "Daisy" K-J-V-Frijs 1888–1917    |                                  |                                  |                                  |                                  |                                  |  |  |  |  |                                         |                                |                                |                                |                                |                                |                                      |                                      |                                      |                                      |                                      |                                      |                                  |                                  |                                  |                                  |  |  |  |  |                              |                              |                              |                              |                              |                              |  |  |  |  |                                      |                                      |                                      |                                      |                                      |                                      |
|                                  |                                  |                                  |                                  |                                  |                                  |  |  |  |  |                                         |                                |                                |                                |                                |                                |                                      |                                      |                                      |                                      |                                      |                                      |                                  |                                  |                                  |                                  |  |  |  |  |                              |                              |                              |                              |                              |                              |  |  |  |  |                                      |                                      |                                      |                                      |                                      |                                      |
|                                  |                                  |                                  |                                  |                                  |                                  |  |  |  |  | Frederikke Danneskiold-Samsøe 1865–1949 |                                |                                |                                |                                |                                |                                      |                                      |                                      |                                      |                                      |                                      |                                  |                                  |                                  |                                  |  |  |  |  |                              |                              |                              |                              |                              |                              |  |  |  |  |                                      |                                      |                                      |                                      |                                      |                                      |
|                                  |                                  |                                  |                                  |                                  |                                  |  |  |  |  |                                         |                                |                                |                                |                                |                                |                                      |                                      |                                      |                                      |                                      |                                      |                                  |                                  |                                  |                                  |  |  |  |  |                              |                              |                              |                              |                              |                              |  |  |  |  |                                      |                                      |                                      |                                      |                                      |                                      |